# Torneo Argentino B 2012-13
El Torneo Argentino B 2012-13 fue la decimoctava edición del campeonato, perteneciente a la cuarta división o tercera categoría de ascenso del fútbol argentino, en lo que corresponde a las competiciones entre los clubes indirectamente afiliados a la AFA.
Para esta temporada se sumaron los clubes ascendidos del Torneo del Interior que fueron Sportivo Estudiantes (SL), Rivadavia (VT), Independiente (C) e Independiente (N) y los equipos descendidos del Torneo Argentino A que fueron la CAI, Huracán (TA) y Unión (S). También, y con motivo de la reestructuración del campeonato, se sumaron los clubes «invitados» por el Consejo Federal que se detallan más abajo.

## Ascensos y descensos
- Equipos salientes

| Posición  | Descendidos del Argentino B 2011/12 |
| --------- | ----------------------------------- |
| Promoción | Complejo Deportivo                  |
| 58°       | Defensores de Pronunciamiento       |
| 59°       | Independiente (T)                   |
| 60°       | Textil Mandiyú                      |

| Posición  | Ascendidos del Argentino B 2011/12 |
| --------- | ---------------------------------- |
| Campeón   | Guaraní Antonio Franco             |
| Campeón   | Alvarado                           |
| Promoción | San Jorge (T)                      |

- Equipos entrantes

| Posición  | Ascendidos del Torneo del Interior 2012 |
| --------- | --------------------------------------- |
| Campeón   | Sportivo Estudiantes (SL)               |
| Campeón   | Sportivo Rivadavia (VT)                 |
| Campeón   | Independiente (C)                       |
| Promoción | Independiente (N)                       |

| Posición  | Descendidos del Argentino A 2011/12 |
| --------- | ----------------------------------- |
| Promoción | CAI                                 |
| Sur       | Huracán (TA)                        |
| Norte     | Unión (S)                           |

## Reestructuración del torneo
El Consejo Federal decidió reformular el "Torneo Argentino B", conformando zonas que impliquen una verdadera regionalización del mismo, con una forma de disputa más apropiada deportiva y económicamente. En tal sentido, sugirió que, a partir de la temporada 2012/13, el certamen cuente con 100 clubes, por lo que cursó nota de invitación a las 40 instituciones que a continuación se detallan:
| Equipo                                   | Ciudad                 | Provincia           | Estadio                          | Capacidad | Liga de Origen                            |
| ---------------------------------------- | ---------------------- | ------------------- | -------------------------------- | --------- | ----------------------------------------- |
| Club Agropecuario Argentino              | Carlos Casares         | Buenos Aires        | Estadio sin nombre               | -         | Liga Casarense de Fútbol                  |
| Club Defensores de Salto                 | Salto                  | Buenos Aires        | Carlos Testa                     | -         | Liga de fútbol de Salto                   |
| Club Mercedes                            | Mercedes               | Buenos Aires        | Liga Mercedina                   | -         | Liga Mercedina de Fútbol                  |
| Club Atlético Villa Belgrano             | Junín                  | Buenos Aires        | El Bosque                        | -         | Liga Deportiva del Oeste                  |
| Club Atlético Tiro Federal               | Bahía Blanca           | Buenos Aires        | Onofre Pirrone                   | 3.500     | Liga del Sur                              |
| Club Social y Deportivo Patagones        | Carmen de Patagones    | Buenos Aires        | Estadio sin nombre               | -         | Liga Rionegrina de Fútbol                 |
| Club Atlético San Lorenzo de Alem        | Catamarca              | Catamarca           | Bicentenario Ciudad de Catamarca | 20.000    | Liga Catamarqueña de Fútbol               |
| Club Unión Aconquija                     | Aconquija              | Catamarca           | Estadio sin nombre               | -         | Liga Andalgalense de Fútbol               |
| Club Social y Deportivo Fontana          | Fontana                | Chaco               | Calle Principal                  | 4.500     | Liga Chaqueña de Fútbol                   |
| Club Atlético Germinal                   | Rawson                 | Chubut              | El Fortín                        | 8.000     | Liga de Fútbol Valle del Chubut           |
| Alianza Coronel Moldes                   | Coronel Moldes         | Córdoba             | Coliseo Azulgrana                | -         | Liga Regional de Fútbol de Río Cuarto     |
| Club Comunicaciones                      | Mercedes               | Corrientes          | Lorenzo Colombi                  | 5.000     | Liga Mercedeña de Fútbol                  |
| Club Deportivo Mandiyú                   | Corrientes             | Corrientes          | José Antonio Romero Feris        | 16.000    | Liga Correntina de Fútbol                 |
| Club Social y Deportivo Textil Mandiyú * | Corrientes             | Corrientes          | José Antonio Romero Feris        | 16.000    | Liga Correntina de Fútbol                 |
| Huracán Football Club                    | Goya                   | Corrientes          | Ramón Cacique Oviedo             | 6.000     | Liga Goyana de Fútbol                     |
| Club Atlético Belgrano                   | Paraná                 | Entre Ríos          | Pedro Mutio                      | 6.000     | Liga Paranaense de Fútbol                 |
| Club Defensores de Pronunciamiento *     | Pronunciamiento        | Entre Ríos          | Delio Cardozo                    | 2.000     | Liga Departamental de fútbol de Colón     |
| Club Atlético Uruguay                    | Concepción del Uruguay | Entre Ríos          | Simón Plazola                    | 3.500     | Liga de Fútbol de Concepción del Uruguay  |
| Club Sol de América                      | Formosa                | Formosa             | La Fortaleza                     | -         | Liga Formoseña de Fútbol                  |
| Club Atlético Monterrico San Vicente     | Monterrico             | Jujuy               | Antonio Berruezo                 | -         | Liga Departamental de Fútbol de El Carmen |
| Club Ferro Carril Oeste                  | General Pico           | La Pampa            | Coloso de Barrio Talleres        | 12.000    | Liga Pampeana de Fútbol                   |
| Andino Sport Club                        | La Rioja               | La Rioja            | Carlos Mercado Luna              | 15.000    | Liga Riojana de Fútbol                    |
| Club Atlético Américo Tesorieri          | La Rioja               | La Rioja            | Carlos Mercado Luna              | 15.000    | Liga Riojana de Fútbol                    |
| Andes Talleres Sport Club                | Godoy Cruz             | Mendoza             | Ingelmo Nicolás Blázquez         | 10.000    | Liga Mendocina de Fútbol                  |
| Gutiérrez Sport Club                     | General Gutiérrez      | Mendoza             | General Gutiérrez                | 5.000     | Liga Mendocina de Fútbol                  |
| Club Huracán                             | San Rafael             | Mendoza             | Pretel hermanos                  | 10.000    | Liga Sanrafaelina de Fútbol               |
| Sport Club Pacífico                      | General Alvear         | Mendoza             | El Coliseo                       | 7.000     | Liga Alvearense de Fútbol                 |
| Club Deportivo Rosamonte                 | Apóstoles              | Misiones            | General Belgrano                 | -         | Liga Apostoleña de Fútbol                 |
| Club Social y Deportivo Alianza          | Cutral Có              | Neuquén             | El Coloso de Ruca Quimey         | 12.000    | Liga de Fútbol del Neuquén                |
| Club Deportivo Independiente             | Río Colorado           | Río Negro           | Estadio sin nombre               | 5.000     | Liga de Fútbol de Río Colorado            |
| Club Sol de Mayo                         | Viedma                 | Río Negro           | Estadio sin nombre               | 5.000     | Liga Rionegrina de Fútbol                 |
| Club Atlético Mitre                      | Salta                  | Salta               | Miguel Pascual Soler             | 4.000     | Liga Salteña de Fútbol                    |
| Club Atlético River Plate de Embarcación | Embarcación            | Salta               | Alberto Dehenen                  | -         | Liga Regional de Fútbol del Bermejo       |
| Club Sportivo Peñarol                    | Chimbas                | San Juan            | Estadio sin nombre               | -         | Liga Sanjuanina de Fútbol                 |
| Club Sportivo Huracán                    | Gobernador Gregores    | Santa Cruz          | Complejo Deportivo Evita 1992    | -         | Liga de Fútbol Centro de Santa Cruz       |
| Club Sanjustino                          | San Justo              | Santa Fe            | Estadio sin nombre               | 3.000     | Liga Santafesina de Fútbol                |
| Club Atlético Güemes                     | Santiago del Estero    | Santiago del Estero | Arturo Miranda                   | -         | Liga Santiagueña de Fútbol                |
| Club Sportivo Fernández                  | Fernández              | Santiago del Estero | Ciudad de Fernández              | -         | Liga Santiagueña de Fútbol                |
| Club Atlético Famaillá                   | San Miguel de Tucumán  | Tucumán             | Club Atlético Faimallá           | -         | Liga Tucumana de Fútbol                   |
| Club Deportivo Aguilares                 | Aguilares              | Tucumán             | Agustín Fernández                | 12.000    | Liga Tucumana de Fútbol                   |

(*): Los clubes descendieron en la anterior temporada, pero el Consejo Federal decidió invitarlos a participar otra vez.

## Equipos participantes
Zona 1
| Equipo                                             | Ciudad              | Provincia           | Estadio                             | Capacidad | Liga de Origen                      |
| -------------------------------------------------- | ------------------- | ------------------- | ----------------------------------- | --------- | ----------------------------------- |
| Asociación Cultural y Deportiva Altos Hornos Zapla | Palpalá             | Jujuy               | Emilio Fabrizzi                     | 20.000    | Liga Jujeña de Fútbol               |
| Club Atlético Concepción                           | Banda del Río Salí  | Tucumán             | Ingeniero José María Paz            | 15.000    | Liga Tucumana de Fútbol             |
| Club Atlético Famaillá                             | Famaillá            | Tucumán             | Club Atlético Faimallá              | -         | Liga Tucumana de Fútbol             |
| Club Atlético Güemes                               | Santiago del Estero | Santiago del Estero | Arturo Miranda                      | -         | Liga Santiagueña de Fútbol          |
| Club Atlético Mitre                                | Salta               | Salta               | Miguel Pascual Soler                | 4.000     | Liga Salteña de Fútbol              |
| Club Atlético Mitre                                | Santiago del Estero | Santiago del Estero | Doctores José y Antonio Castiglione | 16.500    | Liga Santiagueña de Fútbol          |
| Club Atlético Monterrico San Vicente               | Monterrico          | Jujuy               | Antonio Berruezo                    | -         |                                     |
| Club Atlético River Plate de Embarcación           | Embarcación         | Salta               | Alberto Dehenen                     | -         | Liga Regional de Fútbol del Bermejo |
| Club Atlético Sarmiento                            | La Banda            | Santiago del Estero | Sarmiento                           | 8.000     | Liga Santiagueña de Fútbol          |
| Club Atlético Talleres                             | Perico              | Jujuy               | Doctor Plinio Zabala                | 5.000     | Liga Jujeña de Fútbol               |
| Club Deportivo Aguilares                           | Aguilares           | Tucumán             | Agustín Fernández                   | 12.000    | Liga Tucumana de Fútbol             |
| Club Sportivo Fernández                            | Fernández           | Santiago del Estero | Ciudad de Fernández                 | -         | Liga Santiagueña de Fútbol          |
| Club Unión Aconquija                               | Aconquija           | Catamarca           | Estadio sin nombre                  | -         | Liga Andalgalense de Fútbol         |
| Concepción Fútbol Club                             | Concepción          | Tucumán             | Stewart Shipton                     | 10.000    | Liga Tucumana de Fútbol             |

Zona 2
| Equipo                                                       | Ciudad       | Provincia | Estadio                          | Capacidad | Liga de Origen                        |
| ------------------------------------------------------------ | ------------ | --------- | -------------------------------- | --------- | ------------------------------------- |
| Andino Sport Club                                            | La Rioja     | La Rioja  | Carlos Mercado Luna              | 15.000    | Liga Riojana de Fútbol                |
| Asociación Deportiva 9 de julio                              | Morteros     | Córdoba   | La Villa de los Deportes         | 5.000     | Liga Regional de Fútbol San Francisco |
| Asociación Mutual del Club Tiro Federal y Deportivo Morteros | Morteros     | Córdoba   | Bautista Monetti                 | 5.500     | Liga Regional de Fútbol San Francisco |
| Club Atlético Aeronáutico Biblioteca y Mutual Sarmiento      | Leones       | Córdoba   | La Calderita                     | 3.200     | Liga Bellvillense de Fútbol           |
| Club Atlético Américo Tesorieri                              | La Rioja     | La Rioja  | Carlos Mercado Luna              | 15.000    | Liga Riojana de Fútbol                |
| Club Atlético de la Juventud Alianza                         | Santa Lucía  | San Juan  | del Centenario                   | 15.000    | Liga Sanjuanina de Fútbol             |
| Club Atlético General Paz Juniors                            | Córdoba      | Córdoba   | General Paz Juniors              | 16.000    | Liga Cordobesa de Fútbol              |
| Club Atlético Policial                                       | Catamarca    | Catamarca | Bicentenario Ciudad de Catamarca | 20.000    | Liga Catamarqueña de fútbol           |
| Club Atlético San Lorenzo de Alem                            | Catamarca    | Catamarca | Bicentenario Ciudad de Catamarca | 20.000    | Liga Catamarqueña de Fútbol           |
| Club Atlético Trinidad                                       | San Juan     | San Juan  | El Templo                        | 15.000    | Liga Sanjuanina de Fútbol             |
| Club Atlético Unión                                          | Villa Krause | San Juan  | 12 de Octubre                    | 5.000     | Liga Sanjuanina de Fútbol             |
| Club Sportivo Juan Bautista Del Bono                         | Rivadavia    | San Juan  | Juan Bautista del Bono           | -         | Liga Sanjuanina de Fútbol             |
| Club Sportivo Peñarol                                        | Chimbas      | San Juan  | Estadio sin nombre               | -         | Liga Sanjuanina de Fútbol             |
| Club Sportivo Villa Cubas                                    | Catamarca    | Catamarca | Bicentenario Ciudad de Catamarca | 20.000    | Liga Catamarqueña de Fútbol           |

Zona 3
| Equipo                                | Ciudad            | Provincia | Estadio                       | Capacidad | Liga de Origen                        |
| ------------------------------------- | ----------------- | --------- | ----------------------------- | --------- | ------------------------------------- |
| Alianza Coronel Moldes                | Coronel Moldes    | Córdoba   | Coliseo Azulgrana             | -         | Liga Regional de fútbol de Río Cuarto |
| Alvear Foot-Ball Club                 | Intendente Alvear | La Pampa  | De la Avenida                 | -         | Liga Pampeana de Fútbol               |
| Andes Talleres Sport Club             | Godoy Cruz        | Mendoza   | Ingelmo Nicolás Blázquez      | 10.000    | Liga Mendocina de Fútbol              |
| Asociación Atlética Estudiantes       | Río Cuarto        | Córdoba   | Ciudad de Río Cuarto          | 13.000    | Liga Regional de fútbol de Río Cuarto |
| Asociación Atlética Huracán Las Heras | Las Heras         | Mendoza   | General San Martín            | 10.000    | Liga Mendocina de Fútbol              |
| Atlético Club San Martín              | San Martín        | Mendoza   | General José de San Martín    | 8.782     | Liga Mendocina de Fútbol              |
| Club Atlético Gimnasia y Esgrima      | Ciudad            | Mendoza   | Víctor Antonio Legrotaglie    | 11.500    | Liga Mendocina de Fútbol              |
| Club Deportivo y Social Guaymallén    | Guaymallén        | Mendoza   | Hugo Pedro Alastra            | 5.100     | Liga Mendocina de Fútbol              |
| Club Ferro Carril Oeste               | General Pico      | La Pampa  | Coloso de Barrio Talleres     | 12.000    | Liga Pampeana de Fútbol               |
| Club Huracán                          | San Rafael        | Mendoza   | Pretel hermanos               | 10.000    | Liga Sanrafaelina de Fútbol           |
| Club Sportivo Estudiantes             | Capital           | San Luis  | Héctor Odicino - Pedro Benoza | 12.000    | Liga sanluiseña de fútbol             |
| Club Sportivo y Biblioteca Atenas     | Río Cuarto        | Córdoba   | 9 de julio                    | 6.000     | Liga Regional de fútbol de Río Cuarto |
| Gutiérrez Sport Club                  | Gutiérrez         | Mendoza   | General Gutiérrez             | 5.000     | Liga Mendocina de Fútbol              |
| Sport Club Pacífico                   | General Alvear    | Mendoza   | El Coliseo                    | 7.000     | Liga Alvearence de Fútbol             |

Zona 4
| Equipo                                 | Ciudad      | Provincia  | Estadio                                | Capacidad     | Liga de Origen              |
| -------------------------------------- | ----------- | ---------- | -------------------------------------- | ------------- | --------------------------- |
| Club Atlético Chaco For Ever           | Resistencia | Chaco      | Juan Alberto García                    | 20.000        | Liga Chaqueña de Fútbol     |
| Club Atlético Colegiales               | Concordia   | Entre Ríos | S.D. La Bianca                         | 3.500         | Liga Concordiense de Fútbol |
| Club Atlético Sarmiento                | Resistencia | Chaco      | Estadio Centenario                     | 25.000        | Liga Chaqueña de Fútbol     |
| Club Comunicaciones                    | Mercedes    | Corrientes | Lorenzo Colombi                        | 5.000         | Liga Mercedeña de Fútbol    |
| Club Deportivo Jorge Gibson Brown      | Posadas     | Misiones   | Jorge Gibson Brown                     | 1.500         | Liga Posadeña de Fútbol     |
| Club Deportivo Mandiyú                 | Corrientes  | Corrientes | José Antonio Romero Feris              | 16.000        | Liga Correntina de Fútbol   |
| Club Deportivo Rosamonte               | Apóstoles   | Misiones   | General Belgrano                       | -             | Liga Apostoleña de Fútbol   |
| Club Social y Deportivo Fontana        | Fontana     | Chaco      | Juan Alberto García Estadio Centenario | 20.000 25.000 | Liga Chaqueña de Fútbol     |
| Club Social y Deportivo Textil Mandiyú | Corrientes  | Corrientes | José Antonio Romero Feris              | 16.000        | Liga Correntina de Fútbol   |
| Club Sol de América                    | Formosa     | Formosa    | La Fortaleza                           | -             | Liga Formoseña de Fútbol    |
| Club Sportivo General San Martín       | Formosa     | Formosa    | Estadio Antonio Romero                 | 23.000        | Liga Formoseña de Fútbol    |
| Club Sportivo Las Heras                | Concordia   | Entre Ríos | Parque Mitre                           | 5.000         | Liga Concordiense de Fútbol |
| Club Sportivo Patria                   | Formosa     | Formosa    | Estadio Antonio Romero                 | 23.000        | Liga Formoseña de Fútbol    |
| Huracán Football Club                  | Goya        | Corrientes | Estadio Ramón Cacique Oviedo           | 7.000         | Liga Goyana de Fútbol       |

Zona 5
| Equipo                                 | Ciudad                 | Provincia    | Estadio                        | Capacidad | Liga de Origen                               |
| -------------------------------------- | ---------------------- | ------------ | ------------------------------ | --------- | -------------------------------------------- |
| Club Atlético 9 de Julio               | Rafaela                | Santa Fe     | Germán Solterman               | 8.000     | Liga Rafaelina de Fútbol                     |
| Club Atlético Belgrano                 | Paraná                 | Entre Ríos   | Mondonguero                    | 3.000     | Liga Paranaense de Fútbol                    |
| Club Atlético Jorge Newbery            | Venado Tuerto          | Santa Fe     | Vicente Ferreti                | -         | Liga Venadense de fútbol                     |
| Club Atlético Paraná                   | Paraná                 | Entre Ríos   | Pedro Mutio                    | 6.000     | Liga Paranaense de Fútbol                    |
| Club Atlético San Jorge                | San Jorge              | Santa Fe     | Gigante de San Jorge           | 12.000    | Liga Departamental de fútbol San Martín      |
| Club Atlético Unión                    | Sunchales              | Santa Fe     | Estadio La Fortaleza del Bicho | 5.650     | Liga Rafaelina de Fútbol                     |
| Club Atlético Uruguay                  | Concepción del Uruguay | Entre Ríos   | Simón Plazola                  | 3.500     | Liga de Fútbol de Concepción del Uruguay     |
| Club Defensores de Pronunciamiento     | Pronunciamiento        | Entre Ríos   | Delio Cardozo                  | 2.000     | Liga Departamental de fútbol de Colón        |
| Club Sanjustino                        | San Justo              | Santa Fe     | Estadio sin nombre             | 3.000     | Liga Santafesina de Fútbol                   |
| Club Social y Deportivo Juventud Unida | Gualeguaychú           | Entre Ríos   | Municipal de Gualeguaychú      | 10.000    | Liga Departamental de fútbol de Gualeguaychú |
| Club Social y Deportivo La Emilia      | La Emilia              | Buenos Aires | Jacinto López                  | 6.000     | Liga Nicoleña de Fútbol                      |
| Club Sportivo Ben Hur                  | Rafaela                | Santa Fe     | Parque                         | 12.000    | Liga Rafaelina de Fútbol                     |
| Club Sportivo Rivadavia                | Venado Tuerto          | Santa Fe     | El Coloso de Calle Sarmiento   | 5.000     | Liga Venadense de fútbol                     |
| Sportivo Atlético Club                 | Las Parejas            | Santa Fe     | Fortaleza del Lobo             | -         | Liga Cañadense de Fútbol                     |

Zona 6
| Equipo                       | Ciudad         | Provincia    | Estadio                      | Capacidad | Liga de Origen                        |
| ---------------------------- | -------------- | ------------ | ---------------------------- | --------- | ------------------------------------- |
| Club Agropecuario Argentino  | Carlos Casares | Buenos Aires | Estadio sin nombre           | -         | Liga Casarense de fútbol              |
| Club Atlético El Linqueño    | Lincoln        | Buenos Aires | Leonardo Costa               | -         | Liga Amateur de Deportes              |
| Club Atlético Huracán        | Tres Arroyos   | Buenos Aires | Roberto Lorenzo Bottino      | 12.000    | Liga Regional Tresarroyense de fútbol |
| Club Atlético Independiente  | Chivilcoy      | Buenos Aires | Estadio sin nombre           | -         | Liga Chivilcoyana de Fútbol           |
| Club Atlético Liniers        | Bahía Blanca   | Buenos Aires | Alejandro Pérez              | 12.000    | Liga del Sur                          |
| Club Atlético Once Tigres    | 9 de julio     | Buenos Aires | Abel Del Fabro               | 3.000     | Liga Nuevejuliense de fútbol          |
| Club Atlético Tiro Federal   | Bahía Blanca   | Buenos Aires | Onofre Pirrone               | 3.500     | Liga del Sur                          |
| Club Atlético Villa Belgrano | Junín          | Buenos Aires | El Bosque                    | -         | Liga Deportiva del Oeste              |
| Club Bella Vista             | Bahía Blanca   | Buenos Aires | Ignacio Nicolás              | 4.000     | Liga del Sur                          |
| Club Defensores              | Salto          | Buenos Aires | Carlos Testa                 | -         | Liga de Fútbol de Salto               |
| Club Mercedes                | Mercedes       | Buenos Aires | Liga Mercedina               | -         | Liga Mercedina de Fútbol              |
| Club Villa Mitre             | Bahía Blanca   | Buenos Aires | El Fortín                    | 6.000     | Liga del Sur                          |
| Fútbol Club Ferro Carril Sud | Olavarría      | Buenos Aires | Domingo Colasurdo            | -         | Liga de Fútbol de Olavarría           |
| Grupo Universitario          | Tandil         | Buenos Aires | Municipal General San Martín | 8.762     | Liga Tandilense de Fútbol             |

Zona 7
Sub Zona Norte
| Equipo                                       | Ciudad                  | Provincia    | Estadio                    | Capacidad | Liga de Origen                 |
| -------------------------------------------- | ----------------------- | ------------ | -------------------------- | --------- | ------------------------------ |
| Asociación Civil Club Deportivo Cruz del Sur | San Carlos de Bariloche | Río Negro    | Municipal de Bariloche     | 3.000     | Liga de Fútbol de Bariloche    |
| Club Atlético Independiente                  | Neuquén                 | Neuquén      | José Rosas y Perito Moreno | 9.000     | Liga de Fútbol del Neuquén     |
| Club Atlético Maronese                       | Neuquén                 | Neuquén      | Estadio sin nombre         | 4.000     | Liga de Fútbol del Neuquén     |
| Club Deportivo Independiente                 | Río Colorado            | Río Negro    | Antonio López Belzagui     | -         | Liga de Fútbol de Río Colorado |
| Club Social y Deportivo Alianza              | Cutral Có               | Neuquén      | El Coloso de Ruca Quimey   | 12.000    | Liga de Fútbol del Neuquén     |
| Club Social y Deportivo General Roca         | General Roca            | Río Negro    | Luis Maiolino              | 10.000    | Liga Deportiva Confluencia     |
| Club Social y Deportivo Patagones            | Carmen de Patagones     | Buenos Aires | Estadio sin nombre         | 7.000     | Liga Rionegrina de Fútbol      |
| Club Sol de Mayo                             | Viedma                  | Río Negro    | Estadio sin nombre         | 5.000     | Liga Rionegrina de Fútbol      |

Sub Zona Sur
| Equipo                             | Ciudad              | Provincia  | Estadio                         | Capacidad | Liga de Origen                       |
| ---------------------------------- | ------------------- | ---------- | ------------------------------- | --------- | ------------------------------------ |
| Asociación Civil Racing Club       | Trelew              | Chubut     | Cayetano Castro                 | 5.000     | Liga de Fútbol Valle del Chubut      |
| Club Atlético Germinal             | Rawson              | Chubut     | El Fortín                       | 8.000     | Liga de Fútbol Valle del Chubut      |
| Club Atlético Huracán              | Comodoro Rivadavia  | Chubut     | César Muñoz                     | 6.000     | Liga de Fútbol de Comodoro Rivadavia |
| Club Atlético Jorge Newbery        | Comodoro Rivadavia  | Chubut     | Estadio sin nombre              | 8.000     | Liga de Fútbol de Comodoro Rivadavia |
| Club Boca Río Gallegos             | Río Gallegos        | Santa Cruz | Defensores del Carmen           | 7.000     | Liga de Fútbol del Sur               |
| Club Social y Deportivo Madryn     | Puerto Madryn       | Chubut     | Coliseo del Golfo               | 6.000     | Liga de Fútbol Valle del Chubut      |
| Club Sportivo Huracán              | Gobernador Gregores | Santa Cruz | Complejo Deportivo Evita 1992   | -         | Liga de Fútbol Centro                |
| Comisión de Actividades Infantiles | Comodoro Rivadavia  | Chubut     | Municipal de Comodoro Rivadavia | 8.300     | Liga de Fútbol de Comodoro Rivadavia |

## Distribución geográfica de los equipos
| Región                   | Cant. | Equipos |
| ------------------------ | ----- | --- |
| Interior de Buenos Aires | 16    | Agropecuario Argentino, Bella Vista, Defensores de Salto, Deportivo Patagones, El Linqueño, Ferro (O), Grupo Universitario, Huracán (TA), Independiente (C), La Emilia, Liniers, Mercedes, Once Tigres, Tiro Federal (BB), Villa Belgrano y Villa Mitre |
| Catamarca                | 4     | Atlético Policial, San Lorenzo de Alem, Unión Aconquija y Villa Cubas |
| Chaco                    | 3     | Chaco For Ever, Deportivo Fontana y Sarmiento (R) |
| Chubut                   | 6     | CAI, Deportivo Madryn, Huracán (CR), Germinal, Jorge Newbery (CR) y Racing (T) |
| Córdoba                  | 7     | 9 de Julio (M), Alianza Coronel Moldes, Atenas, Estudiantes (RC), General Paz Juniors, Sarmiento (L), Tiro Federal (M) |
| Corrientes               | 4     | Comunicaciones (M), Deportivo Mandiyú, Huracán (G), Textil Mandiyú |
| Entre Ríos               | 7     | Atlético Paraná, Atlético Uruguay, Belgrano (P), Colegiales, Defensores de Pronunciamiento, Juventud Unida (G) y Sportivo Las Heras |
| Formosa                  | 3     | San Martín (F), Sol de América y Sportivo Patria |
| Jujuy                    | 3     | Altos Hornos Zapla, Monterrico San Vicente y Talleres (P) |
| La Pampa                 | 2     | Alvear FBC y Ferro (GP) |
| La Rioja                 | 2     | Américo Tesorieri y Andino |
| Mendoza                  | 8     | Andes Talleres, Gimnasia y Esgrima (M), Deportivo Guaymallén, Gutiérrez, Huracán Las Heras, Huracán (SR), San Martín (M) y SC Pacífico |
| Misiones                 | 2     | Deportivo Rosamonte y Jorge Gibson Brown |
| Neuquén                  | 3     | Alianza, Independiente (N) y Maronese |
| Río Negro                | 4     | Cruz del Sur, Deportivo Roca, Independiente (RC) y Sol de Mayo |
| Salta                    | 2     | Mitre (S) y River (E) |
| San Juan                 | 5     | Juventud Alianza, Sportivo Del Bono y Sportivo Peñarol, Trinidad y Unión (VK) |
| San Luis                 | 1     | Sportivo Estudiantes (SL) |
| Santa Cruz               | 2     | Boca Río Gallegos y Sportivo Huracán |
| Santa Fe                 | 8     | 9 de Julio (R), Atlético San Jorge, Ben Hur, Jorge Newbery (VT), Sanjustino, Sportivo Atlético Club, Sportivo Rivadavia (VT) y Unión (S) |
| Santiago del Estero      | 4     | Güemes, Mitre (SdE), Sarmiento (SdE) y Sportivo Fernández |
| Tucumán                  | 4     | Atlético Concepción, Atlético Famaillá, Concepción FC y Deportivo Aguilares |
| Total                    | 100   | |

## Sistema de disputa
El torneo dio inicio el 16 de septiembre de 2012 con la participación de cien clubes que representan a las diferentes ligas de todo el país. Finalizado el mismo, tres clubes ascenderán al Torneo Argentino “A” edición 2013/14.
Cada una de las regiones en que se divide el actual torneo recambiará tres clubes por tres provenientes del Torneo del Interior.
El torneo consta de tres etapas: Regional, Clasificatoria y Final.
Etapa Regional
Los cien (100) clubes se agruparán en siete (7) zonas geográficas.
La Zona n.º 7 correspondiente a la Región Patagónica está Subdivida en dos zonas (Norte y Sur) de ocho equipos cada una.
El resto de las zonas estarán integradas por catorce (14) clubes cada una.-
Primera fase
Se llevará a cabo por el sistema de puntos en las zonas 1, 2, 3, 4, 5 y 6, las cuales jugarán todos contra todos a dos ruedas (dentro de su zona), en partidos de ida y vuelta.
Clasifican a la Segunda fase del PRIMERO (1.º.) al CUARTO (4TO) de las Zonas 1 a la 6; el PRIMERO (1RO) y el SEGUNDO (2DO) de las Sub zonas Norte y Sur de la zona 7 y los cuatro mejores clubes ubicados en el quinto lugar de las zonas 1 a la 6.-
Esta fase comienza el 16 de septiembre de 2012 y finaliza el 14 de abril de 2013, con el correspondiente receso veraniego entre el 10 de diciembre de 2012 al 18 de enero de 2013.-
Segunda fase (Etapa Clasificatoria)
Esta Etapa comienza el 21 de abril de 2013 y finaliza el 19 de mayo de 2013.
Estará integrada con los treinta y dos (32) clubes clasificados de la Primera fase, se conformarán ocho (8) zonas de cuatro clubes cada una.
En cada zona se disputará por suma de puntos a dos ruedas, en partidos de ida y vuelta, iniciando la disputa de esta fase con puntaje cero (0) todos los participantes.
Los clubes ubicados en la primera posición de las zonas 1.ª a 6.ª se ubicaran en zonas distintas, y a los fines del sorteo del programa de partidos se le asignarán la bolilla n.º 3 (Tabla de números del Reglamento General).-
Clasifican a la Cuarta fase el primero de cada zona (Total: 08 clubes) y a la Tercera fase el segundo de cada zona (Total: 08 clubes).-
Tercera fase
Estará integrada por los ocho (8) clubes clasificados en segundo lugar de la fase anterior.
Se desarrollará por el sistema de eliminación directa a un solo partido.-
Actuarán de local los cuatro mejores clubes ubicados segundos de la fase anterior.-
Los enfrentamientos serán de la siguiente manera:
2.º zona “A” c. 2.º zona “B”
2.º zona “C” c. 2.º zona “D”
2.º zona “E” c. 2.º zona “F”
2.º zona “G” c. 2.º zona “H”
Los cuatro (4) clubes ganadores clasifican a la Cuarta fase.-
Cuarta fase (Etapa Final)
Esta Etapa comienza el 26 de mayo de 2013 y finaliza el 23 de junio de 2013.-
Estará integrada por los cuatro (4) clubes ganadores de la fase anterior y los ocho (8) clubes clasificados en primer lugar en la Segunda fase (Total: 12 clubes).
A los seis mejores clubes ubicados en primer lugar en la Segunda fase se les asignarán las posiciones 1 a 6, a los dos restantes clubes que ubicados en primer lugar en la Segunda fase se les asignarán las posiciones 7 y 8, de acuerdo a los puntos obtenidos en esta fase.-
A los cuatro clubes provenientes de la Tercera fase se les asignarán las posiciones 9, 10, 11 y 12, de acuerdo a los puntos obtenidos en la Segunda fase.-
Los enfrenamientos serán de la siguiente manera:
1.º c. 12.º
2.º c. 11.º
3.º c. 10.º
4.º c. 9.º
5.º c. 8.º
6.º c. 7.º
Se desarrollará por el sistema de eliminación directa a doble partido, uno en cada sede.
Harán de local en el primer partido las posiciones 7.º, 8.º, 9.º, 10.º, 11.º y 12.º.
Los seis (6) clubes ganadores clasifican a la Quinta fase.-
Quinta fase
Estará integrada por los seis (6) clubes ganadores de la fase anterior.
Los enfrenamientos se estructuran con el mismo ordenamiento señalado en para la Cuarta fase.-
1.º c. 6.º
2.º c. 5.º
3.º c. 4.º
Harán de local en el primer partido las posiciones 4.º, 5.º y 6.º.-
Se desarrollará por el sistema de eliminación directa a doble partido, uno en cada sede, los tres (3) clubes ganadores ascienden al Torneo Argentino 2013/14, Categoría “A”.-
Régimen de Descenso
Finalizada esta Primera fase los clubes que se ubicaron en la 12ª, 13.ª y 14.ª posición de las zonas 1.ª a la 6.ª y los que se ubicaron en la 8.ª posición de las sub zonas norte y sur de la zona 7 descenderán al Torneo del Interior 2014.-
Los clubes que se ubicaron en la 7.ª posición de las sub zonas norte y sur de la zona 7 disputarán un partido definitorio en cancha neutral, con las previsiones del Art. 111 del Reglamento General de la AFA para determinar otro descenso al Torneo del Interior 2014. (Total: 21 clubes).-
En todos los casos de empates en puntos de dos o más clubes de la misma zona, a los fines de determinar descenso, se realizarán partidos definitorios en cancha neutral, entre ellos, de acuerdo a lo establecido en el Art. 111 del Reglamento General de la AFA.

## Primera fase

### Zona 1
| Zona 1 | Zona 1                                    | Zona 1 | Zona 1 | Zona 1 | Zona 1 | Zona 1 | Zona 1 | Zona 1 | Zona 1 |
| Equipo | Equipo                                    | Pts    | PJ     | PG     | PE     | PP     | GF     | GC     | DIF    |
| ------ | ----------------------------------------- | ------ | ------ | ------ | ------ | ------ | ------ | ------ | ------ |
| 1º     | Unión Aconquija (Las Estancias)3          | 50     | 26     | 14     | 8      | 4      | 31     | 17     | +14    |
| 2º     | Mitre (Santiago del Estero)2              | 49     | 26     | 14     | 7      | 5      | 40     | 24     | +16    |
| 3º     | Sarmiento (La Banda)4                     | 42     | 26     | 11     | 9      | 6      | 34     | 22     | +12    |
| 4º     | Concepción F.C. (Concepción)              | 42     | 26     | 12     | 6      | 8      | 34     | 29     | +5     |
| 5º     | Altos Hornos Zapla (Palpalá)1             | 39     | 26     | 11     | 6      | 9      | 29     | 27     | +2     |
| 6º     | Monterrico San Vicente (Monterrico)       | 36     | 26     | 9      | 9      | 8      | 30     | 33     | -3     |
| 7°     | Talleres (Perico)1                        | 33     | 26     | 6      | 15     | 5      | 26     | 22     | +4     |
| 8º     | Atlético Concepción (Banda del Río Salí)3 | 32     | 26     | 9      | 5      | 12     | 30     | 35     | -5     |
| 9º     | Deportivo Aguilares (Aguilares)           | 32     | 26     | 7      | 11     | 8      | 28     | 35     | -7     |
| 10º    | Sportivo Fernández (Fernández)            | 31     | 26     | 8      | 7      | 11     | 48     | 44     | +4     |
| 11º    | Mitre (Salta)                             | 31     | 26     | 8      | 7      | 11     | 31     | 38     | -7     |
| 12º    | River Plate (Embarcación)                 | 30     | 26     | 8      | 6      | 12     | 29     | 40     | -11    |
| 13º    | Güemes (Santiago del Estero)2 4           | 25     | 26     | 6      | 7      | 13     | 33     | 43     | -10    |
| 14º    | Atlético Famaillá (Famaillá)5             | -17    | 26     | 4      | 7      | 15     | 33     | 47     | -14    |

|  | Clasificado a la segunda fase del torneo.                     |
|  | Clasificado a la segunda fase del torneo como "mejor quinto". |
|  | Descendido al Torneo del Interior.                            |

1: Partido suspendido a los 28' ST por bomba de estruendo arrojada por la parcialidad de Talleres. Ganaba Talleres 3-0. El Tribunal de Disciplina dio por terminado el partido.

2: Partido suspendido a los 43' ST por proyectil arrojado sobre el campo. Empataban 1-1. El Tribunal de Disciplina otorgó el partido a favor de Güemes por 1-0

3: Partido suspendido a los 40' ST por invasión del campo de hinchas de Atlético Concepción. Empataban 0-0. El Tribunal de Disciplina otorgó el partido a favor de Unión Aconquija por 1-0.

4: El partido Güemes-Sarmiento por la fecha 24 fue otorgado a Sarmiento por 1-0 debido a la mala inclusión del jugador Brandán de Güemes. El partido había finalizado 2-1 para Güemes.

5: El Tribunal de Disciplina le descontó 36 puntos por falta de pagos.

| Sportivo Fernández  | 2 - 2 | Talleres (Perico)      |
| Concepción F.C.     | 1 - 0 | Atlético Famaillá      |
| Unión Aconquija     | 3 - 0 | Monterrico San Vicente |
| Güemes (SdE)        | 1 - 2 | Atlético Concepción    |
| Deportivo Aguilares | 1 - 1 | Mitre (SdE)            |
| Altos Hornos Zapla  | 1 - 0 | Sarmiento (La Banda)   |
| River (Embarcación) | 0 - 3 | Mitre (Salta)          |

| Talleres (Perico)      | 1 - 1 | Güemes (SdE)        |
| Atlético Concepción    | 2 - 1 | Concepción F.C.     |
| Unión Aconquija        | 1 - 0 | River (Embarcación) |
| Atlético Famaillá      | 1 - 1 | Deportivo Aguilares |
| Monterrico San Vicente | 0 - 0 | Sportivo Fernández  |
| Sarmiento (La Banda)   | 3 - 0 | Mitre (Salta)       |
| Mitre (SdE)            | 1 - 0 | Altos Hornos Zapla  |

| Concepción F.C.     | 1 - 1 | Talleres (Perico)      |
| Mitre (Salta)       | 0 - 1 | Mitre (SdE)            |
| Deportivo Aguilares | 1 - 1 | Atlético Concepción    |
| Sportivo Fernández  | 0 - 2 | Unión Aconquija        |
| Altos Hornos Zapla  | 3 - 1 | Atlético Famaillá      |
| River (Embarcación) | 0 - 1 | Sarmiento (La Banda)   |
| Güemes (SdE)        | 2 - 2 | Monterrico San Vicente |

| Talleres (Perico)      | 1 - 1 | Deportivo Aguilares  |
| Sportivo Fernández     | 4 - 0 | River (Embarcación)  |
| Unión Aconquija        | 1 - 1 | Güemes (SdE)         |
| Monterrico San Vicente | 2 - 2 | Concepción F.C.      |
| Mitre (SdE)            | 2 - 1 | Sarmiento (La Banda) |
| Atlético Famaillá      | 4 - 2 | Mitre (Salta)        |
| Atlético Concepción    | 1 - 0 | Altos Hornos Zapla   |

| River (Embarcación)  | 1 - 1 | Mitre (SdE)            |
| Deportivo Aguilares  | 1 - 1 | Monterrico San Vicente |
| Mitre (Salta)        | 1 - 0 | Atlético Concepción    |
| Concepción F.C.      | 0 - 0 | Unión Aconquija        |
| Altos Hornos Zapla   | 0 - 0 | Talleres (Perico)      |
| Guemes (SdE)         | 2 - 1 | Sportivo Fernández     |
| Sarmiento (La Banda) | 4 - 3 | Atlético Famaillá      |

| Unión Aconquija        | 3 - 2 | Deportivo Aguilares  |
| Talleres (Perico)      | 1 - 1 | Mitre (Salta)        |
| Atlético Famaillá      | 2 - 2 | Mitre (SdE)          |
| Atlético Concepción    | 2 - 2 | Sarmiento (La Banda) |
| Monterrico San Vicente | 0 - 2 | Altos Hornos Zapla   |
| Sportivo Fernández     | 2 - 3 | Concepción F.C.      |
| Güemes (SdE)           | 1 - 1 | River (Embarcación)  |

| Altos Hornos Zapla   | 1 - 0 | Unión Aconquija        |
| Sarmiento (La Banda) | 1 - 0 | Talleres (Perico)      |
| Deportivo Aguilares  | 1 - 0 | Sportivo Fernández     |
| Mitre (SdE)          | 3 - 1 | Atlético Concepción    |
| River (Embarcación)  | 3 - 2 | Atlético Famaillá      |
| Concepción F.C.      | 2 - 1 | Güemes (SdE)           |
| Mitre (Salta)        | 0 - 1 | Monterrico San Vicente |

| Unión Aconquija        | 3 - 1 | Mitre (Salta)        |
| Monterrico San Vicente | 1 - 1 | Sarmiento (La Banda) |
| Sportivo Fernández     | 1 - 1 | Altos Hornos Zapla   |
| Atlético Concepción    | 0 - 2 | Atlético Famaillá    |
| Concepción F.C.        | 2 - 1 | River (Embarcación)  |
| Guemes (SdE)           | 2 - 0 | Deportivo Aguilares  |
| Talleres (Perico)      | 0 - 0 | Mitre (SdE)          |

| Mitre (Salta)        | 0 - 2 | Sportivo Fernández     |
| Deportivo Aguilares  | 0 - 2 | Concepción F.C.        |
| River (Embarcación)  | 2 - 2 | Atlético Concepción    |
| Altos Hornos Zapla   | 1 - 0 | Güemes (SdE)           |
| Atlético Famaillá    | 1 - 2 | Talleres (Perico)      |
| Sarmiento (La Banda) | 1 - 1 | Unión Aconquija        |
| Mitre (SdE)          | 4 - 1 | Monterrico San Vicente |

| Unión Aconquija        | 1 - 1 | Mitre (SdE)          |
| Sportivo Fernández     | 1 - 2 | Sarmiento (La Banda) |
| Monterrico San Vicente | 2 - 1 | Atlético Famaillá    |
| Concepción F.C.        | 0 - 1 | Altos Hornos Zapla   |
| Deportivo Aguilares    | 2 - 1 | River (Embarcación)  |
| Talleres (Perico)      | 1 - 2 | Atlético Concepción  |
| Güemes (SdE)           | 0 - 1 | Mitre (Salta)        |

| River (Embarcación)  | 0 - 2 | Talleres (Perico)      |
| Mitre (Salta)        | 2 - 0 | Concepción F.C.        |
| Altos Hornos Zapla   | 2 - 0 | Deportivo Aguilares    |
| Atlético Concepción  | 1 - 0 | Monterrico San Vicente |
| Atl. Famaillá        | 1 - 1 | Unión Aconquija        |
| Sarmiento (La Banda) | 1 - 0 | Güemes                 |
| Mitre (SdE)          | 3 - 1 | Sportivo Fernández     |

| Altos Hornos Zapla     | 2 - 1 | River (Embarcación)  |
| Unión Aconquija        | 2 - 0 | Atl. Concepción      |
| Güemes                 | 0 - 3 | Mitre (SdE)          |
| Monterrico San Vicente | 0 - 0 | Talleres             |
| Sportivo Fernández     | 4 - 3 | Atl. Famaillá        |
| Dep. Aguilares         | 3 - 1 | Mitre (Salta)        |
| Concepción F.C.        | 1 - 1 | Sarmiento (La Banda) |

| Mitre (Salta)        | 2 - 2 | Altos Hornos Zapla     |
| River (Embarcación)  | 1 - 4 | Monterrico San Vicente |
| Atl. Famaillá        | 1 - 2 | Güemes                 |
| Atl. Concepción      | 0 - 2 | Sp. Fernández          |
| Talleres             | 0 - 0 | Unión Aconquija        |
| Mitre (SdE)          | 3 - 2 | Concepción F.C.        |
| Sarmiento (La Banda) | 2 - 0 | Dep. Aguilares         |

| Talleres               | 2 - 1 | Sp. Fernández       |
| Sarmiento (La Banda)   | 1 - 2 | Altos Hornos Zapla  |
| Monterrico San Vicente | 1 - 2 | Unión Aconquija     |
| Mitre (Salta)          | 0 - 0 | River (Embarcación) |
| Atl. Famaillá          | 2 - 3 | Concepción F.C.     |
| Atl. Concepción        | 4 - 0 | Güemes              |
| Mitre (SdE)            | 0 - 0 | Dep. Aguilares      |

| Güemes              | 1 - 1 | Talleres               |
| Mitre (Salta)       | 1 - 1 | Sarmiento (La Banda)   |
| River (Embarcación) | 2 - 0 | Unión Aconquija        |
| Altos Hornos Zapla  | 1 - 0 | Mitre (SdE)            |
| Sp. Fernández       | 0 - 3 | Monterrico San Vicente |
| Dep. Aguilares      | 1 - 0 | Atl. Famaillá          |
| Concepción F.C.     | 1 - 0 | Atl. Concepción        |

| Mitre (SdE)            | 2 - 1 | Mitre (Salta)       |
| Talleres               | 1 - 2 | Concepción F.C.     |
| Atlético Famaillá      | 1 - 0 | Altos Hornos Zapla  |
| Monterrico San Vicente | 2 - 1 | Güemes              |
| Unión Aconquija        | 4 - 2 | Sp. Fernández       |
| Atl. Concepción        | 1 - 1 | Dep. Aguilares      |
| Sarmiento (La Banda)   | 3 - 0 | River (Embarcación) |

| River (Embarcación)  | 3 - 3 | Sp. Fernández          |
| Mitre (Salta)        | 3 - 2 | Atl. Famaillá          |
| Altos Hornos Zapla   | 1 - 2 | Atl. Concepción        |
| Sarmiento (La Banda) | 2 - 0 | Mitre (SdE)            |
| Güemes               | 0 - 1 | Unión Aconquija        |
| Dep. Aguilares       | 2 - 2 | Talleres               |
| Concepción F.C.      | 2 - 0 | Monterrico San Vicente |

| Mitre (SdE)            | 1 - 2 | River (Embarcación)  |
| Monterrico San Vicente | 0 - 0 | Dep. Aguilares       |
| Atl. Famaillá          | 0 - 0 | Sarmiento (La Banda) |
| Sp. Fernández          | 4 - 1 | Güemes               |
| Unión Aconquija        | 0 - 0 | Concepción F.C.      |
| Atl. Concepción        | 0 - 1 | Mitre (Salta)        |
| Talleres               | 3 - 0 | Altos Hornos Zapla   |

| Mitre (SdE)          | 1 - 0 | Atl. Famaillá          |
| Mitre (Salta)        | 0 - 0 | Talleres               |
| River (Embarcación)  | 3 - 1 | Güemes                 |
| Dep. Aguilares       | 1 - 0 | Unión Aconquija        |
| Altos Hornos Zapla   | 3 - 1 | Monterrico San Vicente |
| Concepción F.C.      | 4 - 1 | Sp. Fernández          |
| Sarmiento (La Banda) | 1 - 2 | Atlético Concepción    |

| Talleres               | 0 - 0 | Sarmiento (La Banda) |
| Sp. Fernández          | 5 - 1 | Dep. Aguilares       |
| Güemes                 | 1 - 0 | Concepción F.C.      |
| Atl. Famaillá          | 0 - 0 | River (Embarcación)  |
| Atlético Concepción    | 4 - 1 | Mitre (SdE)          |
| Unión Aconquija        | 1 - 0 | Altos Hornos Zapla   |
| Monterrico San Vicente | 1 - 0 | Mitre (Salta)        |

| Mitre (Salta)        | 0 - 0 | Unión Aconquija        |
| River (Embarcación)  | 2 - 0 | Concepción F.C.        |
| Atl. Faimallá        | 2 - 0 | Atlético Concepción    |
| Dep. Aguilares       | 3 - 3 | Güemes                 |
| Altos Hornos Zapla   | 0 - 0 | Sp. Fernández          |
| Mitre (SdE)          | 2 - 0 | Talleres               |
| Sarmiento (La Banda) | 1 - 2 | Monterrico San Vicente |

| Monterrico San Vicente | 0 - 3 | Mitre (SdE)          |
| Unión Aconquija        | 2 - 1 | Sarmiento (La Banda) |
| Sp. Fernández          | 5 - 1 | Mitre (Salta)        |
| Güemes                 | 3 - 3 | Altos Hornos Zapla   |
| Atlético Concepción    | 0 - 1 | River (Embarcación)  |
| Concepción F.C.        | 0 - 2 | Dep. Aguilares       |
| Talleres               | 2 - 0 | Atl. Faimallá        |

| River (Embarcación)  | 1 - 0 | Aguilares              |
| Sarmiento (La Banda) | 0 - 0 | Sp. Fernández          |
| Mitre (SdE)          | 2 - 0 | Unión Aconquija        |
| Mitre (Salta)        | 3 - 2 | Güemes                 |
| Atl. Faimallá        | 1 - 1 | Monterrico San Vicente |
| Atl. Concepción      | 1 - 1 | Talleres               |
| Altos Hornos Zapla   | 0 - 2 | Concepción F.C.        |

| Güemes                 | 0 - 1 | Sarmiento (La Banda) |
| Monterrico San Vicente | 2 - 0 | Atl. Concepción      |
| Unión Aconquija        | 1 - 0 | Atl. Faimallá        |
| Sp. Fernández          | 1 - 2 | Mitre (SdE)          |
| Concepción F.C.        | 2 - 1 | Mitre (Salta)        |
| Dep. Aguilares         | 2 - 0 | Altos Hornos Zapla   |
| Talleres               | 2 - 1 | River (Embarcación)  |

| Sarmiento (La Banda) | 2 - 0 | Concepción F.C.        |
| Atl. Faimallá        | 2 - 2 | Sp. Fernández          |
| Mitre (Salta)        | 4 - 1 | Dep. Aguilares         |
| River (Embarcación)  | 2 - 1 | Altos Hornos Zapla     |
| Talleres             | 1 - 1 | Monterrico San Vicente |
| Atl. Concepción      | 0 - 1 | Unión Aconquija        |
| Mitre (SdE)          | 0 - 1 | Güemes                 |

| Güemes                 | 6 - 1 | Atl. Faimallá        |
| Unión Aconquija        | 1 - 0 | Talleres             |
| Monterrico San Vicente | 2 - 1 | River (Embarcación)  |
| Altos Hornos Zapla     | 2 - 2 | Mitre (Salta)        |
| Dep. Aguilares         | 1 - 1 | Sarmiento (La Banda) |
| Sp. Fernández          | 4 - 2 | Atl. Concepción      |
| Concepción F.C.        | 1 - 1 | Mitre (SdE)          |

### Zona 2
| Zona 2 | Zona 2                           | Zona 2 | Zona 2 | Zona 2 | Zona 2 | Zona 2 | Zona 2 | Zona 2 | Zona 2 |
| Equipo | Equipo                           | Pts    | PJ     | PG     | PE     | PP     | GF     | GC     | DIF    |
| ------ | -------------------------------- | ------ | ------ | ------ | ------ | ------ | ------ | ------ | ------ |
| 1º     | 9 de julio (Morteros)            | 50     | 26     | 14     | 8      | 4      | 41     | 21     | +20    |
| 2°     | Atlético Policial (Catamarca)    | 42     | 26     | 12     | 6      | 8      | 36     | 24     | +12    |
| 3º     | San Lorenzo de Alem (Catamarca)2 | 41     | 26     | 11     | 8      | 7      | 30     | 29     | +1     |
| 4º     | Unión (Villa Krause)             | 40     | 26     | 11     | 7      | 8      | 39     | 35     | +4     |
| 5°     | General Paz Juniors (Córdoba)    | 36     | 26     | 11     | 3      | 12     | 31     | 29     | +2     |
| 6º     | Villa Cubas (Catamarca)2         | 35     | 26     | 9      | 8      | 9      | 34     | 31     | +3     |
| 7º     | Tiro Federal (Morteros)          | 35     | 26     | 10     | 5      | 11     | 30     | 27     | +3     |
| 8º     | Sarmiento (Leones)               | 35     | 26     | 8      | 11     | 7      | 30     | 30     | 0      |
| 9º     | Juventud Alianza (Santa Lucía)1  | 34     | 26     | 9      | 7      | 10     | 27     | 24     | +3     |
| 10º    | Atlético Trinidad (San Juan)     | 34     | 26     | 10     | 4      | 12     | 30     | 37     | -7     |
| 11º    | Sportivo Del Bono (San Juan)     | 34     | 26     | 10     | 4      | 12     | 22     | 34     | -12    |
| 12º    | Sportivo Peñarol (Chimbas)1      | 32     | 26     | 7      | 11     | 8      | 30     | 31     | -1     |
| 13º    | Américo Tesorieri (La Rioja)3    | 26     | 26     | 8      | 2      | 16     | 29     | 51     | -22    |
| 14º    | Andino Sport Club (La Rioja)3    | 26     | 26     | 6      | 8      | 12     | 23     | 29     | -6     |

|  | Clasificado a la segunda fase del torneo. |
|  | Descendido al Torneo del Interior.        |

1: El partido Juventud Alianza - Sportivo Peñarol correspondiente a las vigésima primera fecha fue suspendido por incidentes luego del gol del Peñarol. El resultado favorecía a Peñarol por 1-0. El Tribunal de Disciplina decidió darle el partido ganado a Sportivo Peñarol por 1-0.

2: El partido Villa Cubas - San Lorenzo de Alem correspondiente a las vigésima primera fecha fue suspendido a los 19' ST por falta de garantías debido al lanzamiento de elementos explosivos por parte de la parcialidad de Villa Cubas. El resultado favorecía a Villa Cubas por 1-0. El Tribunal de Disciplina decidió darle el partido ganado a San Lorenzo de Alem por 1-0.

3: Partido suspendido a los 13' ST por enfrentamientos entre hinchas de Tesorieri y la policía. Ganaba Andino 2-0. El Tribunal de Disciplina se lo dio ganado a Andino por 2 a 0.

| Sportivo Peñarol        | 0 - 1 | Sportivo Del Bono     |
| Atlético Trinidad       | 0 - 1 | Andino                |
| Américo Tesorieri       | 1 - 1 | Unión (Villa Krause)  |
| Juventud Alianza        | 0 - 0 | Sarmiento (Leones)    |
| General Paz Juniors     | 3 - 2 | San Lorenzo (Alem)    |
| Tiro Federal (Morteros) | 1 - 1 | Sp.Villa Cubas        |
| Atlético Policial       | 1 - 1 | 9 de julio (Morteros) |

| 9 de julio (Morteros) | 5 - 0 | Américo Tesorieri       |
| Sportivo Del Bono     | 0 - 4 | Atlético Trinidad       |
| Sp.Villa Cubas        | 1 - 1 | Sarmiento (Leones)      |
| Andino                | 0 - 0 | Tiro Federal (Morteros) |
| General Paz Juniors   | 0 - 0 | Juventud Alianza        |
| San Lorenzo (Alem)    | 3 - 1 | Atlético Policial       |
| Unión (Villa Krause)  | 1 - 1 | Sportivo Peñarol        |

| Sportivo Peñarol        | 1 - 1 | 9 de julio (Morteros) |
| Atlético Trinidad       | 0 - 3 | Unión (Villa Krause)  |
| Américo Tesorieri       | 1 - 0 | San Lorenzo (Alem)    |
| Juventud Alianza        | 4 - 0 | Sp.Villa Cubas        |
| Tiro Federal (Morteros) | 0 - 2 | Sportivo Del Bono     |
| Atlético Policial       | 2 - 0 | General Paz Juniors   |
| Sarmiento (Leones)      | 2 - 2 | Andino                |

| General Paz Juniors   | 0 - 1 | Américo Tesorieri       |
| San Lorenzo (Alem)    | 1 - 1 | Sportivo Peñarol        |
| Atlético Policial     | 0 - 1 | Juventud Alianza        |
| Sportivo Del Bono     | 1 - 1 | Sarmiento (Leones)      |
| 9 de julio (Morteros) | 4 - 2 | Atlético Trinidad       |
| Unión (Villa Krause)  | 1 - 0 | Tiro Federal (Morteros) |
| Andino                | 0 - 2 | Sp.Villa Cubas          |

| Tiro Federal (Morteros) | 0 - 0 | 9 de julio (Morteros) |
| Sportivo Peñarol        | 3 - 0 | General Paz Juniors   |
| Juventud Alianza        | 1 - 0 | Andino                |
| Atlético Trinidad       | 0 - 0 | San Lorenzo (Alem)    |
| Américo Tesorieri       | 0 - 2 | Atlético Policial     |
| Sp.Villa Cubas          | 2 - 0 | Sportivo Del Bono     |
| Sarmiento (Leones)      | 0 - 1 | Unión (Villa Krause)  |

| San Lorenzo (Alem)    | 2 - 1 | Tiro Federal (Morteros) |
| Unión (Villa Krause)  | 3 - 2 | Sp.Villa Cubas          |
| Sportivo Del Bono     | 0 - 0 | Andino                  |
| Américo Tesorieri     | 3 - 1 | Juventud Alianza        |
| 9 de julio (Morteros) | 1 - 0 | Sarmiento (Leones)      |
| General Paz Juniors   | 0 - 1 | Atlético Trinidad       |
| Atlético Policial     | 2 - 0 | Sportivo Peñarol        |

| Sp.Villa Cubas          | 0 - 2 | 9 de julio (Morteros) |
| Sportivo Peñarol        | 4 - 2 | Américo Tesorieri     |
| Andino                  | 3 - 2 | Unión (Villa Krause)  |
| Juventud Alianza        | 2 - 0 | Sportivo Del Bono     |
| Tiro Federal (Morteros) | 2 - 2 | General Paz Juniors   |
| Sarmiento (Leones)      | 1 - 1 | San Lorenzo (Alem)    |
| Atlético Trinidad       | 0 - 2 | Atlético Policial     |

| Atlético Policial     | 3 - 1 | Tiro Federal (Morteros) |
| Américo Tesorieri     | 1 - 0 | Atlético Trinidad       |
| 9 de julio (Morteros) | 1 - 0 | Andino                  |
| Unión (Villa Krause)  | 2 - 1 | Sportivo Del Bono       |
| Sportivo Peñarol      | 1 - 1 | Juventud Alianza        |
| General Paz Juniors   | 3 - 1 | Sarmiento (Leones)      |
| San Lorenzo (Alem)    | 1 - 1 | Sp.Villa Cubas          |

| Atlético Trinidad       | 1 - 0 | Sportivo Peñarol      |
| Andino                  | 0 - 0 | San Lorenzo (Alem)    |
| Sportivo Del Bono       | 0 - 0 | 9 de julio (Morteros) |
| Tiro Federal (Morteros) | 3 - 0 | Américo Tesorieri     |
| Sarmiento (Leones)      | 1 - 0 | Atlético Policial     |
| Sp.Villa Cubas          | 3 - 1 | General Paz Juniors   |
| Juventud Alianza        | 2 - 2 | Unión (Villa Krause)  |

| Atlético Trinidad     | 2 - 0 | Juventud Alianza        |
| Sportivo Peñarol      | 1 - 0 | Tiro Federal (Morteros) |
| San Lorenzo (Alem)    | 1 - 0 | Sportivo Del Bono       |
| Américo Tesorieri     | 1 - 2 | Sarmiento (Leones)      |
| 9 de julio (Morteros) | 3 - 0 | Unión (Villa Krause)    |
| General Paz Juniors   | 2 - 1 | Andino                  |
| Atlético Policial     | 0 - 0 | Sp.Villa Cubas          |

| Sarmiento (Leones)      | 1 - 2 | Sportivo Peñarol      |
| Unión (Villa Krause)    | 3 - 0 | San Lorenzo (Alem)    |
| Andino                  | 1 - 1 | Atlético Policial     |
| Sportivo Del Bono       | 2 - 1 | General Paz Juniors   |
| Tiro Federal (Morteros) | 3 - 0 | Atlético Trinidad     |
| Juventud Alianza        | 1 - 1 | 9 de julio (Morteros) |
| Villa Cubas             | 5 - 1 | Américo Tesorieri     |

| Atlético Trinidad       | 1 - 1 | Sarmiento (Leones)    |
| Sp. Peñarol             | 1 - 1 | Villa Cubas           |
| Tiro Federal (Morteros) | 0 - 1 | Juventud Alianza      |
| Américo Tesorieri       | 0 - 0 | Andino                |
| Atl. Policial           | 2 - 0 | Sp. Del Bono          |
| General Paz Juniors     | 0 - 0 | Unión (Villa Krause)  |
| San Lorenzo (Alem)      | 0 - 1 | 9 de julio (Morteros) |

| 9 de julio (Morteros) | 1 - 4 | General Paz Juniors     |
| Andino Sport Club     | 1 - 0 | Sp. Peñarol             |
| Villa Cubas           | 2 - 0 | Atl. Trinidad           |
| Sarmiento (Leones)    | 2 - 0 | Tiro Federal (Morteros) |
| Sp. Del Bono          | 5 - 1 | Américo Tesorieri       |
| Juventud Alianza      | 1 - 2 | San Lorenzo (Alem)      |
| Unión (Villa Krause)  | 2 - 2 | Atl. Policial           |

| San Lorenzo (Alem)    | 2 - 1 | General Paz Juniors     |
| Villa Cubas           | 0 - 2 | Tiro Federal (Morteros) |
| Sp. Del Bono          | 0 - 1 | Sp. Peñarol             |
| Unión Villa Krause    | 1 - 0 | Américo Tesorieri       |
| Sarmiento (Leones)    | 1 - 0 | Juventud Alianza        |
| 9 de julio (Morteros) | 2 - 3 | Atl. Policial           |
| Andino                | 3 - 4 | Trinidad                |

| Sp. Peñarol             | 1 - 1 | Unión (Villa Krause)  |
| Américo Tesorieri       | 0 - 1 | 9 de julio (Morteros) |
| Juventud Alianza        | 0 - 1 | General Paz Juniors   |
| Tiro Federal (Morteros) | 1 - 0 | Andino                |
| Sarmiento (Leones)      | 2 - 0 | Villa Cubas           |
| Atl. Policial           | 1 - 3 | San Lorenzo (Alem)    |
| Atl. Trinidad           | 0 - 0 | Sp. Del Bono          |

| General Paz Juniors   | 0 - 1 | Atl. Policial           |
| Unión (Villa Krause)  | 3 - 4 | Trinidad                |
| San Lorenzo (Alem)    | 1 - 0 | Américo Tesorieri       |
| Sp. Del Bono          | 1 - 0 | Tiro Federal (Morteros) |
| 9 de julio (Morteros) | 3 - 0 | Sp. Peñarol             |
| Andino                | 0 - 0 | Sarmiento (Leones)      |
| Villa Cubas           | 1 - 1 | Juventud Alianza        |

| Atl. Trinidad           | 1 - 1 | 9 de julio (Morteros) |
| Juventud Alianza        | 1 - 0 | Atl. Policial         |
| Sp. Peñarol             | 2 - 2 | San Lorenzo (Alem)    |
| Américo Tesorieri       | 3 - 2 | General Paz Juniors   |
| Tiro Federal (Morteros) | 2 - 1 | Unión (Villa Krause)  |
| Sarmiento (Leones)      | 3 - 0 | Sp. Del Bono          |
| Villa Cubas             | 1 - 0 | Andino                |

| General Paz Juniors   | 2 - 0 | Sp. Peñarol             |
| Andino Sport Club     | 3 - 0 | Juventud Alianza        |
| Sp. del Bono          | 1 - 0 | Villa Cubas (Catamarca) |
| Unión Villa Krause    | 3 - 1 | Sarmiento (Leones)      |
| San Lorenzo (Alem)    | 1 - 0 | Trinidad (San Juan)     |
| 9 de julio (Morteros) | 2 - 1 | Tiro Federal (Morteros) |
| Atl. Policial         | 2 - 0 | Américo Tesorieri       |

| Sp. Peñarol             | 1 - 1 | Atlético Policial     |
| Juventud Alianza        | 4 - 1 | Américo Tesorieri     |
| Andino (La Rioja)       | 1 - 2 | Sp. del Bono          |
| Atl. Trinidad           | 0 - 2 | General Paz Juniors   |
| Tiro Federal (Morteros) | 4 - 0 | San Lorenzo de Alem   |
| Sarmiento (Leones)      | 1 - 1 | 9 de julio (Morteros) |
| Villa Cubas (Catamarca) | 4 - 1 | Unión (VK)            |

| General Paz Juniors | 0 - 1 | Tiro Federal (Morteros) |
| 9 de julio (M)      | 2 - 3 | Villa Cubas (Catamarca) |
| San Lorenzo de Alem | 2 - 2 | Sarmiento (Leones)      |
| Atl. Policial       | 1 - 0 | Atl. Trinidad           |
| Américo Tesorieri   | 2 - 1 | Sportivo Peñarol        |
| Sp. del Bono        | 1 - 0 | Juventud Alianza        |
| Unión (VK)          | 3 - 1 | Andino (La Rioja)       |

| Andino (La Rioja)       | 0 - 1  | 9 de julio (Morteros) |
| Sp. Del Bono            | 0 - 1  | Unión (VK)            |
| Trinidad                | 2 - 1  | Américo Tesorieri     |
| Sarmiento (Leones)      | 1 - 0  | General Paz Juniors   |
| Tiro Federal (Morteros) | 2 - 1  | Atlético Policial     |
| Juventud Alianza        | 0 - 1  | Sp. Peñarol           |
| Villa Cubas (Catamarca) | 0 - 12 | San Lorenzo de Alem   |

| Atl. Policial         | 3 - 0 | Sarmiento (Leones)      |
| Unión (VK)            | 1 - 2 | Juventud Alianza        |
| sp. Peñarol           | 3 - 1 | Atl. Trinidad           |
| 9 de julio (Morteros) | 2 - 0 | Sp. Del Bono            |
| Américo Tesorieri     | 2 - 1 | Tiro Federal (Morteros) |
| San Lorenzo (Alem)    | 1 - 0 | Andino (La Rioja)       |
| General Paz Juniors   | 1 - 0 | Villa Cubas (Catamarca) |

| Unión (VK)              | 1 - 1 | 9 de julio (Morteros) |
| Andino Sport Club       | 2 - 1 | General Paz Juniors   |
| Sp. del Bono (San Juan) | 1 - 0 | San Lorenzo de Alem   |
| Juventud Alianza        | 3 - 0 | Atlético Trinidad     |
| Villa Cubas             | 2 - 2 | Atlético Policial     |
| Tiro Federal (Morteros) | 2 - 1 | Sportivo Peñarol      |
| Sarmiento (Leones)      | 2 - 1 | Américo Tesorieri     |

| Atl. Policial         | 2 - 0 | Andino S.C              |
| Trinidad              | 2 - 0 | Tiro Federal (M)        |
| San Lorenzo (Alem)    | 3 - 1 | Unión (VK)              |
| Sp. Peñarol           | 2 - 2 | Sarmiento (Leones)      |
| 9 de julio (Morteros) | 1 - 0 | Juventud Alianza        |
| Americo Tesorieri     | 1 - 2 | Villa Cubas (Catamarca) |
| General Paz Juniors   | 3 - 0 | Sp. del Bono (San Juan) |

| Sp. del Bono       | 2 - 1 | Atlético Policial   |
| Villa Cubas        | 0 - 0 | Sp. Peñarol         |
| Juventud Alianza   | 1 - 2 | Tiro Federal (M)    |
| 9 de julio (M)     | 3 - 1 | San Lorenzo de Alem |
| Sarmiento (Leones) | 1 - 3 | Atlético Trinidad   |
| Unión (VK)         | 0 - 1 | General Paz Juniors |
| Andino Sport Club  | 2 - 0 | Americo Tesorieri   |

| Americo Tesorieri   | 6 - 2 | Sp. del Bono       |
| Sp. Peñarol         | 2 - 2 | Andino S.C.        |
| Tiro Federal (M)    | 1 - 1 | Sarmiento (Leones) |
| San Lorenzo de Alem | 0 - 0 | Juventud Alianza   |
| Aletico Trinidad    | 2 - 1 | Villa Cubas        |
| Atlético Policial   | 0 - 1 | Unión (VK)         |
| General Paz Juniors | 1 - 0 | 9 de julio (M)     |

### Zona 3
| Zona 3 | Zona 3                          | Zona 3 | Zona 3 | Zona 3 | Zona 3 | Zona 3 | Zona 3 | Zona 3 | Zona 3 |
| Equipo | Equipo                          | Pts    | PJ     | PG     | PE     | PP     | GF     | GC     | DIF    |
| ------ | ------------------------------- | ------ | ------ | ------ | ------ | ------ | ------ | ------ | ------ |
| 1º     | Gimnasia y Esgrima (Mendoza)    | 46     | 26     | 13     | 7      | 6      | 41     | 30     | +11    |
| 2º     | Sportivo Estudiantes (San Luis) | 42     | 26     | 12     | 6      | 8      | 38     | 30     | +8     |
| 3º     | Guaymallén (Mendoza)            | 42     | 26     | 12     | 6      | 8      | 36     | 31     | +5     |
| 4º     | Pacífico (General Alvear)3      | 39     | 26     | 11     | 6      | 9      | 42     | 31     | +11    |
| 5º     | Ferro (General Pico)            | 39     | 26     | 10     | 9      | 7      | 31     | 26     | +5     |
| 6º     | Estudiantes (Río Cuarto)        | 35     | 26     | 9      | 8      | 9      | 37     | 34     | +3     |
| 7º     | Alvear FBC (La Pampa)           | 34     | 26     | 8      | 10     | 8      | 37     | 36     | +1     |
| 8º     | San Martín (Mendoza)            | 34     | 26     | 8      | 10     | 8      | 33     | 34     | -1     |
| 9º     | Huracán (San Rafael)            | 33     | 26     | 8      | 9      | 9      | 33     | 34     | -1     |
| 10°    | Alianza (Coronel Moldes)        | 33     | 26     | 9      | 6      | 11     | 36     | 44     | -8     |
| 11º    | Gutiérrez (Mendoza)             | 30     | 26     | 6      | 12     | 8      | 33     | 33     | 0      |
| 12º    | Huracán Las Heras (Mendoza)1 2  | 29     | 26     | 8      | 8      | 10     | 27     | 32     | -5     |
| 13º    | Atenas (Río Cuarto)3            | 28     | 26     | 6      | 10     | 10     | 24     | 31     | -7     |
| 14º    | Andes Talleres (Mendoza)        | 23     | 26     | 6      | 5      | 15     | 25     | 47     | -22    |

|  | Clasificado a la segunda fase del torneo.                     |
|  | Clasificado a la segunda fase del torneo como "mejor quinto". |
|  | Descendido al Torneo del Interior.                            |

1: El Consejo Federal le descontó 3 puntos por agresiones físicas de la hinchada al árbitro. (ver)

2: El Consejo Federal le dio por perdido el partido que le ganó 2 a 0 a Ferro (GP) por mal incluir un jugador suspendido. (ver).

3: El Consejo Federal le dio ganado el partido a Atenas por 1 a 0 sobre Pacífico, correspondiente a la fecha 22, después de ser suspendido a los 7' del primer tiempo debido a que un jugador de Atenas fue agredido con una bomba de estruendo por parte de la hinchada de Pacífico. (ver)

| Sportivo Estudiantes (SL) | 3 - 1 | Pacífico (GA)          |
| Ferro (GP)                | 1 - 0 | Huracán Las Heras      |
| Huracán (SR)              | 1 - 1 | Alianza (CM)           |
| Estudiantes (RC)          | 2 - 2 | Gutiérrez              |
| Guaymallén                | 3 - 0 | Atenas (RC)            |
| San Martín (M)            | 2 - 0 | Gimnasia y Esgrima (M) |
| Andes Talleres            | 1 - 0 | Alvear FBC (LP)        |

| Huracán Las Heras         | 0 - 0 | Estudiantes (RC) |
| Gimnasia y Esgrima (M)    | 1 - 2 | Guaymallén       |
| Atenas (RC)               | 3 - 0 | Andes Talleres   |
| Gutiérrez                 | 0 - 1 | San Martín (M)   |
| Pacífico (GA)             | 3 - 1 | Ferro (GP)       |
| Alvear FBC (LP)           | 3 - 0 | Alianza (CM)     |
| Sportivo Estudiantes (SL) | 2 - 2 | Huracán (SR)     |

| Alianza (CM)     | 1 - 0 | Atenas (RC)               |
| Guaymallén       | 1 - 2 | Gutiérrez                 |
| San Martín (M)   | 0 - 1 | Huracán Las Heras         |
| Ferro (GP)       | 1 - 1 | Sportivo Estudiantes (SL) |
| Huracán (SR)     | 0 - 2 | Alvear FBC (LP)           |
| Estudiantes (RC) | 1 - 1 | Pacífico (GA)             |
| Andes Talleres   | 0 - 1 | Gimnasia y Esgrima (M)    |

| Sportivo Estudiantes (SL) | 1 - 0 | Estudiantes (RC) |
| Gutiérrez                 | 0 - 0 | Andes Talleres   |
| Huracán Las Heras         | 2 - 3 | Guaymallén       |
| Ferro (GP)                | 1 - 1 | Huracán (SR)     |
| Gimnasia y Esgrima (M)    | 2 - 2 | Alianza (CM)     |
| Pacífico (GA)             | 1 - 1 | San Martín (M)   |
| Atenas (RC)               | 0 - 1 | Alvear FBC (LP)  |

| Andes Talleres   | 2 - 4 | Huracán Las Heras         |
| Alvear FBC (LP)  | 2 - 2 | Gimnasia y Esgrima (M)    |
| Estudiantes (RC) | 4 - 0 | Ferro (GP)                |
| Guaymallén       | 2 - 5 | Pacífico (GA)             |
| San Martín (M)   | 2 - 1 | Sportivo Estudiantes (SL) |
| Huracán (SR)     | 0 - 0 | Atenas (RC)               |
| Alianza (CM)     | 3 - 0 | Gutiérrez                 |

| Ferro (GP)                | 1 - 1 | San Martín (M)  |
| Estudiantes (RC)          | 2 - 1 | Huracán (SR)    |
| Gutiérrez                 | 1 - 1 | Alvear FBC (LP) |
| Huracán Las Heras         | 1 - 1 | Alianza (CM)    |
| Pacífico (GA)             | 5 - 0 | Andes Talleres  |
| Sportivo Estudiantes (SL) | 2 - 0 | Guaymallén      |
| Gimnasia y Esgrima (M)    | 0 - 0 | Atenas (RC)     |

| Guaymallén      | 0 - 2 | Ferro (GP)                |
| Alvear FBC (LP) | 1 - 1 | Huracán Las Heras         |
| Huracán (SR)    | 0 - 2 | Gimnasia y Esgrima (M)    |
| Atenas (Río IV) | 1 - 1 | Gutiérrez                 |
| San Martín (M)  | 2 - 3 | Estudiantes (RC)          |
| Alianza (CM)    | 3 - 2 | Pacífico (GA)             |
| Andes Talleres  | 1 - 0 | Sportivo Estudiantes (SL) |

| Estudiantes (RC)          | 0 - 2 | Guaymallén             |
| Sportivo Estudiantes (SL) | 4 - 1 | Alianza (CM)           |
| San Martín (M)            | 1 - 0 | Huracán (SR)           |
| Huracán Las Heras         | 2 - 0 | Atenas (RC)            |
| Gutiérrez                 | 1 - 1 | Gimnasia y Esgrima (M) |
| Pacífico (GA)             | 2 - 0 | Alvear FBC (LP)        |
| Ferro (GP)                | 1 - 0 | Andes Talleres         |

| Guaymallén             | 1 - 0 | San Martín (M)            |
| Gimnasia y Esgrima (M) | 3 - 0 | Huracán Las Heras         |
| Andes Talleres         | 1 - 0 | Estudiantes (RC)          |
| Huracán (SR)           | 2 - 1 | Gutiérrez                 |
| Alvear FBC (LP)        | 1 - 0 | Sportivo Estudiantes (SL) |
| Alianza (CM)           | 1 - 1 | Ferro (GP)                |
| Atenas (RC)            | 0 - 1 | Pacífico (GA)             |

| Sportivo Estudiantes (SL) | 1 - 0 | Atenas (RC)            |
| San Martín (M)            | 0 - 0 | Andes Talleres         |
| Estudiantes (RC)          | 2 - 1 | Alianza (CM)           |
| Guaymallén                | 1 - 0 | Huracán (SR)           |
| Huracán Las Heras         | 0 - 0 | Gutiérrez              |
| Ferro (GP)                | 1 - 1 | Alvear FBC (LP)        |
| Pacífico (GA)             | 1 - 2 | Gimnasia y Esgrima (M) |

| Alvear FBC (LP)        | 4 - 1 | Estudiantes (RC)          |
| Andes Talleres         | 1 - 1 | Guaymallén                |
| Gimnasia y Esgrima (M) | 0 - 1 | Sportivo Estudiantes (SL) |
| Huracán (SR)           | 1 - 0 | Huracán Las Heras         |
| Gutiérrez              | 1 - 0 | Pacífico (GA)             |
| Alianza (CM)           | 1 - 1 | San Martín (M)            |
| Atenas (RC)            | 1 - 0 | Ferro (GP)                |

| Andes Talleres            | 0 - 1 | Huracán (SR)           |
| Estudiantes (RC)          | 1 - 1 | Atenas (RC)            |
| Sportivo Estudiantes (SL) | 2 - 2 | Gutiérrez              |
| San Martín (M)            | 0 - 2 | Alvear FBC (LP)        |
| Guaymallén                | 3 - 1 | Alianza (CM)           |
| Ferro (GP)                | 1 - 1 | Gimnasia y Esgrima (M) |
| Pacífico (GA)             | 0 - 0 | Huracán Las Heras      |

| Alianza (CM)           | 4 - 3 | Andes Talleres            |
| Huracán (SR)           | 0 - 0 | Pacífico (GA)             |
| Huracán Las Heras      | 2 - 0 | Sportivo Estudiantes (SL) |
| Gutiérrez              | 0 - 1 | Ferro (GP)                |
| Gimnasia y Esgrima (M) | 1 - 1 | Estudiantes (RC)          |
| Atenas (RC)            | 0 - 1 | San Martín (M)            |
| Alvear FBC (LP)        | 2 - 2 | Guaymallén                |

| Gimnasia y Esgrima (M) | 4 - 2 | San Martín (M)            |
| Gutiérrez              | 1 - 3 | Estudiantes (RC)          |
| Huracán Las Heras      | 0 - 1 | Ferro (GP)                |
| Alvear FBC (LP)        | 3 - 0 | Andes Talleres            |
| Pacífico (GA)          | 3 - 0 | Sportivo Estudiantes (SL) |
| Atenas (RC)            | 0 - 1 | Guaymallén                |
| Alianza (CM)           | 1 - 3 | Huracán (SR)              |

| Estudiantes (RC) | 0 - 1 | Huracán Las Heras         |
| Andes Talleres   | 1 - 1 | Atenas (RC)               |
| Guaymallén       | 0 - 2 | Gimnasia y Esgrima (M)    |
| Ferro (GP)       | 3 - 1 | Pacífico (GA)             |
| Huracán (SR)     | 2 - 2 | Sportivo Estudiantes (SL) |
| Alianza (CM)     | 2 - 0 | Alvear FBC (LP)           |
| San Martín (M)   | 0 - 0 | Gutiérrez                 |

| Atenas (RC)               | 3 - 1 | Alianza (CM)     |
| Sportivo Estudiantes (SL) | 1 - 0 | Ferro (GP)       |
| Gimnasia y Esgrima (M)    | 3 - 1 | Andes Talleres   |
| Gutiérrez                 | 2 - 1 | Guaymallén       |
| Huracán Las Heras         | 1 - 1 | San Martín (M)   |
| Alvear FBC (LP)           | 1 - 1 | Huracán (SR)     |
| Pacífico (GA)             | 2 - 0 | Estudiantes (RC) |

| Estudiantes (RC) | 0 - 1 | Sportivo Estudiantes (SL) |
| San Martín (M)   | 2 - 1 | Pacífico (GA)             |
| Guaymallén       | 3 - 1 | Huracán Las Heras         |
| Andes Talleres   | 1 - 1 | Gutiérrez                 |
| Alvear FBC (LP)  | 1 - 1 | Atenas (RC)               |
| Alianza (CM)     | 0 - 1 | Gimnasia y Esgrima (M)    |
| Huracán (SR)     | 1 - 0 | Ferro (GP)                |

| Atenas (RC)               | 2 - 2 | Huracán (SR)     |
| Sportivo Estudiantes (SL) | 3 - 3 | San Martín (M)   |
| Gutiérrez                 | 1 - 1 | Alianza (CM)     |
| Gimnasia y Esgrima (M)    | 3 - 2 | Alvear FBC (LP)  |
| Huracán Las Heras         | 2 - 1 | Andes Talleres   |
| Ferro (GP)                | 1 - 1 | Estudiantes (RC) |
| Pacífico (GA)             | 1 - 1 | Guaymallén       |

| San Martín (M)  | 0 - 3 | Ferro (GP)             |
| Huracán (SR)    | 1 - 0 | Estudiantes (RC)       |
| Atenas (RC)     | 1 - 1 | Gimnasia y Esgrima (M) |
| Alvear FBC (LP) | 2 - 1 | Gutiérrez              |
| Alianza (CM)    | 2 - 1 | Huracán Las Heras      |
| Guaymallén      | 2 - 1 | Estudiantes (SL)       |
| Andes Talleres  | 2 - 0 | Pacífico (GA)          |

| Estudiantes (RC)          | 4 - 2 | San Martín (M)  |
| Huracán Las Heras         | 1 - 1 | Alvear FBC (LP) |
| Gutiérrez                 | 2 - 2 | Atenas (RC)     |
| Gimnasia y Esgrima (M)    | 3 - 2 | Huracán (SR)    |
| Ferro (GP)                | 1 - 1 | Guaymallén      |
| Sportivo Estudiantes (SL) | 1 - 0 | Andes Talleres  |
| Pacífico (GA)             | 3 - 2 | Alianza (CM)    |

| Guaymallén             | 0 - 0 | Estudiantes (RC)          |
| Gimnasia y Esgrima (M) | 1 - 3 | Gutiérrez                 |
| Alvear FBC (LP)        | 2 - 3 | Pacífico (GA)             |
| Andes Talleres         | 3 - 2 | Ferro (GP)                |
| Alianza (CM)           | 3 - 1 | Sportivo Estudiantes (SL) |
| Huracán (SR)           | 1 - 1 | San Martín (M)            |
| Atenas (RC)            | 2 - 1 | Huracán Las Heras         |

| Huracán Las Heras         | 3 - 2 | Gimnasia y Esgrima (M) |
| Pacífico (GA)             | 0 - 1 | Atenas (RC)            |
| Gutiérrez                 | 5 - 1 | Huracán (SR)           |
| Estudiantes (RC)          | 4 - 3 | Andes Talleres         |
| Ferro (GP)                | 1 - 0 | Alianza (CM)           |
| Sportivo Estudiantes (SL) | 3 - 0 | Alvear FBC (LP)        |
| San Martín (M)            | 1 - 1 | Guaymallén             |

| Andes Talleres         | 2 - 0 | San Martín (M)            |
| Gimnasia y Esgrima (M) | 2 - 1 | Pacífico (GA)             |
| Gutiérrez              | 3 - 1 | Huracán Las Heras         |
| Alianza (CM)           | 0 - 3 | Estudiantes (RC)          |
| Atenas (RC)            | 2 - 1 | Sportivo Estudiantes (SL) |
| Alvear FBC (LP)        | 0 - 3 | Ferro (GP)                |
| Huracán (SR)           | 2 - 1 | Guaymallén                |

| Ferro (GP)                | 1 - 1 | Atenas (RC)            |
| Sportivo Estudiantes (SL) | 1 - 0 | Gimnasia y Esgrima (M) |
| Pacífico (GA)             | 2 - 1 | Gutiérrez              |
| Guaymallén                | 1 - 0 | Andes Talleres         |
| San Martín (M)            | 3 - 1 | Alianza (CM)           |
| Huracán Las Heras         | 1 - 0 | Huracán (SR)           |
| Estudiantes (RC)          | 3 - 3 | Alvear FBC (LP)        |

| Atenas (RC)            | 1 - 2 | Estudiantes (RC)          |
| Gimnasia y Esgrima (M) | 2 - 1 | Ferro (GP)                |
| Gutiérrez              | 1 - 1 | Sportivo Estudiantes (SL) |
| Huracán Las Heras      | 0 - 0 | Pacífico (GA)             |
| Alianza (CM)           | 1 - 0 | Guaymallén                |
| Alvear FBC (LP)        | 1 - 1 | San Martín (M)            |
| Huracán (SR)           | 7 - 1 | Andes Talleres            |

| Estudiantes (RC)          | 0 - 1 | Gimnasia y Esgrima (M) |
| Andes Talleres            | 1 - 2 | Alianza (CM)           |
| Pacífico (GA)             | 3 - 1 | Huracán (SR)           |
| San Martín (M)            | 5 - 1 | Atenas (RC)            |
| Sportivo Estudiantes (SL) | 4 - 1 | Huracán Las Heras      |
| Ferro (GP)                | 2 - 1 | Gutiérrez              |
| Guaymallén                | 3 - 1 | Alvear FBC (LP)        |

### Zona 4
| Zona 4 | Zona 4                          | Zona 4 | Zona 4 | Zona 4 | Zona 4 | Zona 4 | Zona 4 | Zona 4 | Zona 4 |
| Equipo | Equipo                          | Pts    | PJ     | PG     | PE     | PP     | GF     | GC     | DIF    |
| ------ | ------------------------------- | ------ | ------ | ------ | ------ | ------ | ------ | ------ | ------ |
| 1º     | Sarmiento (Resistencia)         | 56     | 26     | 17     | 5      | 4      | 44     | 19     | +25    |
| 2º     | Chaco For Ever (Resistencia)1 2 | 46     | 26     | 13     | 7      | 6      | 35     | 24     | +11    |
| 3º     | Rosamonte (Apóstoles)           | 43     | 26     | 11     | 10     | 5      | 40     | 32     | +8     |
| 4º     | San Martín (Formosa)            | 43     | 26     | 12     | 7      | 7      | 28     | 21     | +7     |
| 5º     | Jorge Gibson Brown (Posadas)    | 40     | 26     | 11     | 7      | 8      | 29     | 27     | +2     |
| 6º     | Sol de América (Formosa)        | 37     | 26     | 11     | 4      | 11     | 30     | 26     | +4     |
| 7º     | Textil Mandiyú (Corrientes)     | 37     | 26     | 10     | 7      | 9      | 28     | 27     | +1     |
| 8º     | Sportivo Patria (Formosa)       | 36     | 26     | 9      | 9      | 8      | 37     | 33     | +4     |
| 9º     | Huracán (Goya)                  | 36     | 26     | 10     | 6      | 10     | 39     | 37     | +2     |
| 10º    | Deportivo Fontana (Fontana)2    | 35     | 26     | 9      | 8      | 9      | 28     | 28     | 0      |
| 11º    | Colegiales (Concordia)          | 31     | 26     | 8      | 7      | 11     | 28     | 37     | -9     |
| 12º    | Comunicaciones (Mercedes)       | 27     | 26     | 6      | 9      | 11     | 24     | 32     | -8     |
| 13º    | Deportivo Mandiyú (Corrientes)1 | 18     | 26     | 4      | 6      | 16     | 31     | 46     | -15    |
| 14º    | Sportivo Las Heras (Concordia)  | 13     | 26     | 3      | 4      | 19     | 19     | 51     | -32    |

|  | Clasificado a la segunda fase del torneo.                     |
|  | Clasificado a la segunda fase del torneo como "mejor quinto". |
|  | Descendido al Torneo del Interior.                            |

1:El Consejo Federal le dio por ganado el partido que disputaron entre sí (correspondiente a la fecha 14) a Chaco For Ever por mala inclusión de un jugador de Deportivo Mandiyú (El resultado había sido Deportivo Mandiyú 0 - Chaco For Ever 0).

2:El partido Deportivo Fontana - Chaco For Ever correspondiente a la vigésimo segunda fecha fue suspendido a los 13' ST por falta de garantías debido a disturbios producidos por hinchas de Chaco For Ever. Igualaban 0-0. El Tribunal de Disciplina lo dio terminado con ese resultado.

| Deportivo Fontana  | 1 - 2 | San Martín (Formosa) |
| Colegiales         | 1 - 2 | Sol de América       |
| Sportivo Patria    | 3 - 0 | Sportivo Las Heras   |
| Jorge Gibson Brown | 2 - 1 | Huracán              |
| Chaco For Ever     | 2 - 1 | Deportivo Mandiyú    |
| Textil Mandiyú     | 1 - 0 | Sarmiento            |
| Comunicaciones     | 1 - 1 | Rosamonte            |

| Huracán (Goya)     | 2 - 1 | Sportivo Patria   |
| Jorge Gibson Brown | 4 - 3 | Comunicaciones    |
| Sol de América     | 2 - 0 | Rosamonte         |
| Sportivo Las Heras | 0 - 0 | Textil Mandiyú    |
| San Martín (F)     | 1 - 0 | Chaco For Ever    |
| Sarmiento (R)      | 0 - 2 | Deportivo Fontana |
| Deportivo Mandiyú  | 1 - 2 | Colegiales        |

| Deportivo Fontana | 1 - 0 | Sportivo Las Heras |
| Rosamonte         | 2 - 0 | Deportivo Mandiyù  |
| Sportivo Patria   | 2 - 1 | Jorge Gibson Brown |
| Textil Mandiyú    | 3 - 0 | Huracán            |
| Colegiales        | 1 - 0 | San Martín         |
| Comunicaciones    | 0 - 0 | Sol de América     |
| Chaco For Ever    | 1 - 1 | Sarmiento          |

| Sportivo Patria    | 1 - 0 | Comunicaciones    |
| Jorge Gibson Brown | 2 - 2 | Textil Mandiyú    |
| Sportivo Las Heras | 1 - 3 | Chaco For Ever    |
| Huracán            | 2 - 1 | Deportivo Fontana |
| San Martín         | 1 - 2 | Rosamonte         |
| Sarmiento          | 3 - 0 | Colegiales        |
| Deportivo Mandiyú  | 1 - 2 | Sol de América    |

| Rosamonte      | 0 - 1 | Sarmiento          |
| Fontana        | 0 - 0 | Jorge Gibson Brown |
| Sol de América | 0 - 0 | San Martín         |
| Colegiales     | 1 - 0 | Las Heras          |
| Chaco For Ever | 3 - 2 | Huracán            |
| Comunicaciones | 1 - 2 | Deportivo Mandiyú  |
| Textil Mandiyú | 1 - 0 | Sportivo Patria    |

| Sarmiento          | 2 - 1 | Sol de América    |
| Textil Mandiyú     | 2 - 0 | Comunicaciones    |
| San Martín         | 1 - 1 | Deportivo Mandiyú |
| Jorge Gibson Brown | 2 - 2 | Chaco For Ever    |
| Sportivo Patria    | 3 - 0 | Fontana           |
| Sportivo Las Heras | 1 - 2 | Rosamonte         |
| Huracán            | 2 - 1 | Colegiales        |

| Chaco For Ever    | 0 - 2 | Sportivo Patria    |
| Colegiales        | 1 - 2 | Jorge Gibson Brown |
| Deportivo Mandiyú | 1 - 3 | Sarmiento          |
| Rosamonte         | 1 - 1 | Huracán            |
| Sol de América    | 1 - 0 | Las Heras          |
| Fontana           | 2 - 1 | Textil Mandiyú     |
| Comunicaciones    | 1 - 1 | San Martín         |

| Sportivo Patria    | 1 - 3 | Colegiales        |
| Textil Mandiyú     | 0 - 0 | Chaco For Ever    |
| Sarmiento          | 1 - 0 | San Martín        |
| Las Heras          | 0 - 0 | Deportivo Mandiyú |
| Fontana            | 0 - 1 | Comunicaciones    |
| Jorge Gibson Brown | 1 - 0 | Rosamonte         |
| Huracán            | 2 - 1 | Sol de América    |

| Sol de América    | 1 - 0 | Jorge Gibson Brown |
| San Martín        | 2 - 0 | Las Heras          |
| Deportivo Mandiyú | 2 - 2 | Huracán            |
| Chaco For Ever    | 2 - 1 | Fontana            |
| Rosamonte         | 3 - 1 | Sportivo Patria    |
| Comunicaciones    | 1 - 1 | Sarmiento          |
| Colegiales        | 1 - 0 | Textil Mandiyú     |

| Jorge Gibson Brown | 3 - 2 | Deportivo Mandiyú |
| Fontana            | 1 - 1 | Colegiales        |
| Textil Mandiyú     | 3 - 1 | Rosamonte         |
| Chaco For Ever     | 2 - 1 | Comunicaciones    |
| Sportivo Patria    | 1 - 1 | Sol de América    |
| Huracán            | 6 - 0 | San Martín        |
| Las Heras          | 0 - 3 | Sarmiento         |

| Rosamonte         | 2 - 2 | Fontana            |
| Sol de América    | 0 - 0 | Textil Mandiyú     |
| Deportivo Mandiyú | 3 - 1 | Sportivo Patria    |
| San Martín        | 1 - 0 | Jorge Gibson Brown |
| Sarmiento         | 2 - 0 | Huracán            |
| Colegiales        | 1 - 2 | Chaco For Ever     |
| Comunicaciones    | 3 - 0 | Las Heras          |

| Fontana            | 1 - 0 | Sol de América    |
| Jorge Gibson Brown | 0 - 1 | Sarmiento         |
| Textil Mandiyú     | 0 - 0 | Deportivo Mandiyú |
| Sportivo Patria    | 0 - 0 | San Martín        |
| Chaco For Ever     | 0 - 0 | Rosamonte         |
| Colegiales         | 1 - 0 | Comunicaciones    |
| Huracán            | 2 - 1 | Las Heras         |

| Sol de América       | 2 - 0 | Chaco For Ever     |
| Sarmiento            | 1 - 0 | Sportivo Patria    |
| Rosamonte            | 4 - 2 | Colegiales         |
| San Martín (Formosa) | 0 - 0 | Textil Mandiyú     |
| Deportivo Mandiyú    | 0 - 1 | Deportivo Fontana  |
| Las Heras            | 0 - 0 | Jorge Gibson Brown |
| Comunicaciones       | 3 - 0 | Huracán (Goya)     |

| Sol de América    | 4 - 2 | Colegiales         |
| Rosamonte         | 0 - 0 | Comunicaciones     |
| San Martín        | 1 - 2 | Fontana            |
| Deportivo Mandiyú | 0 - 1 | Chaco For Ever     |
| Huracán           | 1 - 2 | Jorge Gibson Brown |
| Las Heras         | 2 - 1 | Sportivo Patria    |
| Sarmiento         | 2 - 0 | Textil Mandiyú     |

| Textil Mandiyú  | 2 - 1 | Las Heras          |
| Fontana         | 0 - 1 | Sarmiento          |
| Sportivo Patria | 1 - 1 | Huracán            |
| Rosamonte       | 3 - 1 | Sol de América     |
| Colegiales      | 1 - 1 | Deportivo Mandiyú  |
| Chaco For Ever  | 2 - 1 | San Martín         |
| Comunicaciones  | 0 - 1 | Jorge Gibson Brown |

| Sol de América     | 4 - 1 | Comunicaciones  |
| Jorge Gibson Brown | 3 - 1 | Sportivo Patria |
| San Martín         | 3 - 0 | Colegiales      |
| Deportivo Mandiyú  | 3 - 4 | Rosamonte       |
| Huracán            | 0 - 3 | Textil Mandiyú  |
| Las Heras          | 2 - 3 | Fontana         |
| Sarmiento          | 2 - 1 | Chaco For Ever  |

| Fontana        | 1 - 1 | Huracán            |
| Rosamonte      | 0 - 0 | San Martín         |
| Textil Mandiyú | 1 - 1 | Jorge Gibson Brown |
| Sol de América | 0 - 1 | Deportivo Mandiyu  |
| Colegiales     | 1 - 1 | Sarmiento          |
| Chaco For Ever | 2 - 0 | Las Heras          |
| Comunicaciones | 1 - 1 | Sportivo Patria    |

| Sportivo Patria    | 2 - 0 | Textil Mandiyú |
| Deportivo Mandiyú  | 0 - 0 | Comunicaciones |
| San Martín         | 1 - 0 | Sol de América |
| Jorge Gibson Brown | 1 - 0 | Fontana        |
| Sarmiento          | 2 - 2 | Rosamonte      |
| Huracán            | 2 - 2 | Chaco For Ever |
| Las Heras          | 1 - 0 | Colegiales     |

| Fontana           | 1 - 1 | Sportivo Patria    |
| Rosamonte         | 4 - 3 | Las Heras          |
| Sol de América    | 0 - 1 | Sarmiento          |
| Colegiales        | 2 - 1 | Huracán            |
| Comunicaciones    | 3 - 1 | Textil Mandiyú     |
| Chaco For Ever    | 2 - 0 | Jorge Gibson Brown |
| Deportivo Mandiyú | 1 - 2 | San Martín         |

| Sportivo Patria    | 1 - 1 | Chaco For Ever    |
| Jorge Gibson Brown | 0 - 0 | Colegiales        |
| Textil Mandiyú     | 1 - 3 | Fontana           |
| Sarmiento          | 4 - 2 | Deportivo Mandiyú |
| San Martín         | 1 - 0 | Comunicaciones    |
| Huracán            | 1 - 1 | Rosamonte         |
| Las Heras          | 2 - 1 | Sol de América    |

| San Martín        | 1 - 0 | Sarmiento          |
| Deportivo Mandiyú | 4 - 1 | Las Heras          |
| Sol de América    | 1 - 0 | Huracán            |
| Colegiales        | 2 - 2 | Sportivo Patria    |
| Comunicaciones    | 0 - 0 | Fontana            |
| Chaco For Ever    | 3 - 0 | Textil Mandiyú     |
| Rosamonte         | 2 - 1 | Jorge Gibson Brown |

| Sarmiento          | 5 - 0 | Comunicaciones    |
| Textil Mandiyú     | 2 - 1 | Colegiales        |
| Jorge Gibson Brown | 1 - 0 | Sol de América    |
| Sportivo Patria    | 3 - 1 | Rosamonte         |
| Las Heras          | 0 - 5 | San Martín        |
| Huracán            | 3 - 0 | Deportivo Mandiyú |
| Fontana            | 0 - 0 | Chaco For Ever    |

| Sarmiento         | 4 - 2 | Las Heras          |
| San Martín        | 1 - 0 | Huracán            |
| Sol de América    | 1 - 2 | Sportivo Patria    |
| Comunicaciones    | 1 - 0 | Chaco For Ever     |
| Colegiales        | 2 - 1 | Fontana            |
| Deportivo Mandiyú | 1 - 2 | Jorge Gibson Brown |
| Rosamonte         | 2 - 0 | Textil Mandiyú     |

| Sportivo Patria    | 3 - 2 | Deportivo Mandiyú |
| Textil Mandiyú     | 1 - 2 | Sol de América    |
| Fontana            | 1 - 1 | Rosamonte         |
| Las Heras          | 1 - 2 | Comunicaciones    |
| Chaco For Ever     | 2 - 0 | Colegiales        |
| Jorge Gibson Brown | 0 - 1 | San Martín        |
| Huracán            | 2 - 0 | Sarmiento         |

| Rosamonte         | 1 - 0 | Chaco For Ever     |
| Sol de América    | 2 - 1 | Fontana            |
| Las Heras         | 1 - 2 | Huracán            |
| Sarmiento         | 2 - 0 | Jorge Gibson Brown |
| Deportivo Mandiyú | 1 - 3 | Textil Mandiyú     |
| San Martín        | 2 - 2 | Sportivo Patria    |
| Comunicaciones    | 0 - 0 | Colegiales         |

| Fontana            | 2 - 1 | Deportivo Mandiyú |
| Textil Mandiyú     | 1 - 0 | San Martín        |
| Sportivo Patria    | 1 - 1 | Sarmiento         |
| Colegiales         | 1 - 1 | Rosamonte         |
| Jorge Gibson Brown | 0 - 0 | Las Heras         |
| Huracán            | 3 - 1 | Comunicaciones    |
| Chaco For Ever     | 2 - 1 | Sol de América    |

### Zona 5
| Zona 5 | Zona 5                                     | Zona 5 | Zona 5 | Zona 5 | Zona 5 | Zona 5 | Zona 5 | Zona 5 | Zona 5 |
| Equipo | Equipo                                     | Pts    | PJ     | PG     | PE     | PP     | GF     | GC     | DIF    |
| ------ | ------------------------------------------ | ------ | ------ | ------ | ------ | ------ | ------ | ------ | ------ |
| 1º     | Sportivo Las Parejas (Las Parejas)         | 53     | 26     | 16     | 5      | 5      | 49     | 25     | +24    |
| 2º     | Juventud Unida (Gualeguaychú)              | 49     | 26     | 14     | 7      | 5      | 46     | 26     | +20    |
| 3º     | Sportivo Rivadavia (Venado Tuerto)1 2      | 46     | 26     | 14     | 4      | 8      | 28     | 23     | +5     |
| 4º     | Atlético Paraná                            | 40     | 26     | 10     | 10     | 6      | 39     | 27     | +12    |
| 5º     | 9 de julio (Rafaela)                       | 39     | 26     | 10     | 9      | 7      | 27     | 25     | +2     |
| 6º     | Unión (Sunchales)                          | 39     | 26     | 11     | 6      | 9      | 43     | 32     | +11    |
| 7º     | Atlético San Jorge (San Jorge)             | 38     | 26     | 11     | 5      | 10     | 39     | 38     | +1     |
| 8°     | Sanjustino (San Justo)                     | 36     | 26     | 10     | 6      | 10     | 38     | 41     | -3     |
| 9º     | Belgrano (Paraná)                          | 34     | 26     | 8      | 10     | 8      | 40     | 39     | +1     |
| 10º    | Sportivo Ben Hur (Rafaela)                 | 34     | 26     | 8      | 10     | 8      | 30     | 32     | -2     |
| 11º    | Jorge Newbery (Venado Tuerto)              | 29     | 26     | 7      | 8      | 11     | 27     | 34     | -7     |
| 12º    | La Emilia (San Nicolás)1                   | 28     | 26     | 7      | 7      | 12     | 18     | 29     | -11    |
| 13º    | Defensores de Pronunciamiento (Colón)      | 22     | 26     | 6      | 4      | 16     | 32     | 46     | -14    |
| 14º    | Atlético Uruguay (Concepción del Uruguay)2 | 12     | 26     | 3      | 3      | 20     | 20     | 59     | -39    |

|  | Clasificado a la segunda fase del torneo.                     |
|  | Clasificado a la segunda fase del torneo como "mejor quinto". |
|  | Descendido al Torneo del Interior.                            |

1:El Consejo Federal le dio por ganado el partido que disputaron entre sí (correspondiente a la fecha 10) a La Emilia por mala inclusión de un jugador de Sportivo Rivadavia (El resultado había sido Sportivo Rivadavia 2 - La Emilia 1).

2:El partido entre Atlético Uruguay y Sportivo Rivadavia fue suspendido a los 28' del segundo tiempo debido a que un jugador de Sportivo Rivadavia recibió el impacto de un patardo. El encuentro era favorable a Atlético Uruguay por 1-0. Los restantes minutos quedaron sin jugarse. El Consejo Federal le dio por ganado a Sportivo Rivadavia por 1 a 0.

| Atlético Paraná      | 4 - 1 | La Emilia            |
| Atlético Uruguay     | 2 - 1 | Belgrano (Paraná)    |
| Juventud Unida (ER)  | 3 - 3 | Unión (Sunchales)    |
| Def. Pronunciamiento | 2 - 3 | San Jorge            |
| Sanjustino           | 0 - 2 | Sportivo Las Parejas |
| 9 de julio (R)       | 0 - 0 | Sportivo Rivadavia   |
| Jorge Newbery (VT)   | 1 - 0 | Ben Hur              |

| La Emilia            | 0 - 2 | Juventud Unida (ER)  |
| Belgrano (Paraná)    | 0 - 3 | Jorge Newbery (VT)   |
| Unión (Sunchales)    | 4 - 0 | Atlético Uruguay     |
| Def. Pronunciamiento | 2 - 0 | Sanjustino           |
| Ben Hur              | 1 - 3 | Sportivo Las Parejas |
| Sportivo Rivadavia   | 1 - 0 | Atlético Paraná      |
| San Jorge            | 2 - 0 | 9 de julio (R)       |

| Atlético Uruguay     | 2 - 1 | La Emilia            |
| Atlético Paraná      | 1 - 0 | San Jorge            |
| Juventud Unida (ER)  | 1 - 0 | Sportivo Rivadavia   |
| Sportivo Las Parejas | 3 - 1 | Belgrano (Paraná)    |
| 9 de julio (R)       | 1 - 0 | Def. Pronunciamiento |
| Sanjustino           | 1 - 1 | Ben Hur              |
| Jorge Newbery (VT)   | 1 - 1 | Unión (Sunchales)    |

| 9 de julio (R)       | 2 - 0 | Sanjustino           |
| Def. Pronunciamiento | 0 - 0 | Atlético Paraná      |
| San Jorge            | 1 - 1 | Juventud Unida (ER)  |
| Sportivo Rivadavia   | 2 - 0 | Atlético Uruguay     |
| La Emilia            | 3 - 2 | Jorge Newbery (VT)   |
| Unión (Sunchales)    | 1 - 0 | Sportivo Las Parejas |
| Belgrano (Paraná)    | 1 - 2 | Ben Hur              |

| Atlético Paraná      | 0 - 0 | 9 de julio (R)       |
| Atlético Uruguay     | 1 - 1 | San Jorge            |
| Sanjustino           | 0 - 3 | Belgrano (Paraná)    |
| Juventud Unida (ER)  | 3 - 0 | Def. Pronunciamiento |
| Ben Hur              | 1 - 1 | Unión (Sunchales)    |
| Sportivo Las Parejas | 1 - 0 | La Emilia            |
| Jorge Newbery (VT)   | 0 - 1 | Sportivo Rivadavia   |

| Unión (Sunchales)    | 2 - 2 | Belgrano (Paraná)    |
| Atlético Paraná      | 4 - 1 | Sanjustino           |
| 9 de julio (R)       | 3 - 0 | Juventud Unida (ER)  |
| Def. Pronunciamiento | 5 - 2 | Atlético Uruguay     |
| La Emilia            | 1 - 0 | Ben Hur              |
| San Jorge            | 4 - 0 | Jorge Newbery (VT)   |
| Sportivo Rivadavia   | 0 - 1 | Sportivo Las Parejas |

| Atlético Uruguay     | 1 - 3 | 9 de julio (R)       |
| Juventud Unida (ER)  | 3 - 3 | Atlético Paraná      |
| Belgrano (Paraná)    | 1 - 1 | La Emilia            |
| Sportivo Las Parejas | 4 - 1 | San Jorge            |
| Jorge Newbery (VT)   | 2 - 1 | Def. Pronunciamiento |
| Sanjustino           | 2 - 1 | Unión (Sunchales)    |
| Ben Hur              | 2 - 0 | Sportivo Rivadavia   |

| Atlético Paraná      | 4 - 1 | Atlético Uruguay     |
| La Emilia            | 1 - 2 | Unión (Sunchales)    |
| Def. Pronunciamiento | 0 - 1 | Sportivo Las Parejas |
| Juventud Unida (ER)  | 0 - 0 | Sanjustino           |
| Sportivo Rivadavia   | 2 - 2 | Belgrano (Paraná)    |
| San Jorge            | 1 - 0 | Ben Hur              |
| 9 de julio (R)       | 0 - 0 | Jorge Newbery (VT)   |

| Belgrano (Paraná)    | 5 - 3 | San Jorge            |
| Unión (Sunchales)    | 0 - 1 | Sportivo Rivadavia   |
| Sanjustino           | 1 - 0 | La Emilia            |
| Jorge Newbery (VT)   | 0 - 0 | Atlético Paraná      |
| Ben Hur              | 1 - 1 | Def. Pronunciamiento |
| Sportivo Las Parejas | 1 - 1 | 9 de julio (R)       |
| Atlético Uruguay     | 0 - 3 | Juventud Unida (ER)  |

| Atlético Uruguay     | 1 - 1 | Sanjustino           |
| Atlético Paraná      | 1 - 2 | Sportivo Las Parejas |
| 9 de julio (R)       | 0 - 1 | Ben Hur              |
| Juventud Unida (ER)  | 1 - 0 | Jorge Newbery (VT)   |
| Sportivo Rivadavia   | 0 - 1 | La Emilia            |
| Def. Pronunciamiento | 1 - 2 | Belgrano (Paraná)    |
| San Jorge            | 3 - 2 | Unión (Sunchales)    |

| Sportivo Las Parejas | 1 - 3 | Juventud Unida (ER)  |
| Jorge Newbery (VT)   | 2 - 0 | Atlético Uruguay     |
| La Emilia            | 0 - 1 | San Jorge            |
| Belgrano (Paraná)    | 2 - 0 | 9 de julio (R)       |
| Sanjustino           | 2 - 3 | Sportivo Rivadavia   |
| Unión (Sunchales)    | 5 - 0 | Def. Pronunciamiento |
| Ben Hur              | 2 - 2 | Atlético Paraná      |

| Atl. Uruguay         | 0 - 1 | Sp. Las Parejas   |
| Juventud Unida       | 4 - 1 | Ben Hur           |
| Jorge Newbery (VT)   | 1 - 2 | Sanjustino        |
| Atl. San Jorge       | 0 - 1 | Sp. Rivadavia     |
| Def. Pronunciamiento | 1 - 1 | La Emilia         |
| Atl. Paraná          | 1 - 1 | Belgrano          |
| 9 de julio (Rafaela) | 1 - 0 | Unión (Sunchales) |

| Sanjustino        | 3 - 3 | Atl. San Jorge       |
| Belgrano          | 1 - 1 | Juventud Unida       |
| Sp. Rivadavia     | 1 - 0 | Def. Pronunciamiento |
| Unión (Sunchales) | 2 - 3 | Atl. Paraná          |
| Sp. Las Parejas   | 1 - 1 | Jorge Newbery (VT)   |
| La Emilia         | 0 - 0 | 9 de julio (Rafaela) |
| Ben Hur           | 2 - 0 | Atl. Uruguay         |

| Belgrano          | 1 - 1 | Atl. Uruguay         |
| Unión (Sunchales) | 1 - 1 | Juventud Unida       |
| Atl. San Jorge    | 2 - 0 | Def. Pronunciamiento |
| Sp. Rivadavia     | 2 - 1 | 9 de julio (Rafaela) |
| Sp. Las Parejas   | 5 - 1 | Sanjustino           |
| La Emilia         | 0 - 0 | Atl. Paraná          |
| Ben Hur           | 0 - 0 | Jorge Newbery (VT)   |

| Atl. Uruguay         | 2 - 4 | Unión (Sunchales)    |
| Atl. Paraná          | 2 - 2 | Sp. Rivadavia        |
| Jorge Newbery (VT)   | 1 - 3 | Belgrano             |
| Juventud Unida       | 2 - 0 | La Emilia            |
| Sanjustino           | 3 - 1 | Def. Pronunciamiento |
| Sp. Las Parejas      | 2 - 0 | Ben Hur              |
| 9 de julio (Rafaela) | 1 - 0 | Atl. San Jorge       |

| Ben Hur              | 1 - 1 | Sanjustino           |
| Unión (Sunchales)    | 2 - 1 | Jorge Newbery (VT)   |
| Belgrano             | 1 - 1 | Sp. Las Parejas      |
| La Emilia            | 2 - 0 | Atlético Uruguay     |
| Atl. San Jorge       | 0 - 1 | Atlético Paraná      |
| Def. Pronunciamiento | 4 - 1 | 9 de julio (Rafaela) |
| Sp. Rivadavia        | 1 - 0 | Juventud Unida       |

| Juventud Unida     | 3 - 1 | Atl. San Jorge       |
| Jorge Newbery (VT) | 0 - 0 | La Emilia            |
| Sanjustino         | 1 - 0 | 9 de julio (Rafaela) |
| Sp. Las Parejas    | 4 - 0 | Unión (Sunchales)    |
| Atlético Paraná    | 3 - 1 | Def. Pronunciamiento |
| Ben Hur            | 1 - 1 | Belgrano             |
| Atlético Uruguay   | 0 - 1 | Sp. Rivadavia        |

| 9 de julio (Rafaela) | 2 - 1 | Atl. Paraná        |
| Unión (Sunchales)    | 2 - 1 | Ben Hur            |
| La Emilia            | 1 - 1 | Sp. Las Parejas    |
| Belgrano             | 2 - 1 | Sanjustino         |
| Def. Pronunciamiento | 1 - 2 | Juventud Unida     |
| Atl. San Jorge       | 2 - 1 | Atlético Uruguay   |
| Sp. Rivadavia        | 2 - 0 | Jorge Newbery (VT) |

| Atlético Uruguay   | 2 - 3 | Def. Pronunciamiento |
| Juventud Unida     | 2 - 2 | 9 de julio (Rafaela) |
| Belgrano           | 1 - 0 | Unión (Sunchales)    |
| Jorge Newbery (VT) | 2 - 2 | Atl. San Jorge       |
| Sp. Las Parejas    | 0 - 1 | Sp. Rivadavia        |
| Sanjustino         | 2 - 2 | Atl. Paraná          |
| Ben Hur            | 1 - 1 | La Emilia            |

| Atl. San Jorge       | 2 - 3 | Sp. Las Parejas    |
| 9 de julio (Rafaela) | 2 - 1 | Atlético Uruguay   |
| Unión (Sunchales)    | 1 - 2 | Sanjustino         |
| Atlético Paraná      | 2 - 0 | Juventud Unida     |
| Sp. Rivadavia        | 2 - 3 | Ben Hur            |
| Def. Pronunciamiento | 1 - 1 | Jorge Newbery (VT) |
| La Emilia            | 2 - 1 | Belgrano           |

| Belgrano           | 1 - 2 | Sp. Rivadavia        |
| Atlético Uruguay   | 1 - 0 | Atl. Paraná          |
| Jorge Newbery (VT) | 3 - 1 | 9 de julio (Rafaela) |
| Sp. Las Parejas    | 3 - 0 | Def. Pronunciamiento |
| Ben Hur            | 1 - 1 | Atl. San Jorge       |
| Sanjustino         | 2 - 1 | Juventud Unida       |
| Unión (Sunchales)  | 2 - 0 | La Emilia            |

| Juventud Unida       | 1 - 0 | Atlético Uruguay   |
| Def. Pronunciamiento | 1 - 2 | Ben Hur            |
| Sp. Rivadavia        | 1 - 1 | Unión (Sunchales)  |
| La Emilia            | 1 - 0 | Sanjustino         |
| Atlético Paraná      | 2 - 0 | Jorge Newbery (VT) |
| Atl. San Jorge       | 3 - 2 | Belgrano           |
| 9 de julio (Rafaela) | 2 - 2 | Sp. Las Parejas    |

| Belgrano           | 3 - 2 | Def. Pronunciamiento |
| Unión (Sunchales)  | 2 - 0 | Atl. San Jorge       |
| Sp. Las Parejas    | 2 - 1 | Atlético Paraná      |
| La Emilia          | 1 - 0 | Sp. Rivadavia        |
| Sanjustino         | 3 - 0 | Atlético Uruguay     |
| Jorge Newbery (VT) | 1 - 2 | Juventud Unida       |
| Ben Hur            | 1 - 1 | 9 de julio (Rafaela) |

| Atlético Uruguay     | 0 - 2 | Jorge Newbery (VT) |
| Atlético Paraná      | 2 - 1 | Ben Hur            |
| 9 de julio (Rafaela) | 1 - 1 | Belgrano           |
| Juventud Unida       | 4 - 0 | Sp. Las Parejas    |
| Def. Pronunciamiento | 0 - 2 | Unión (Sunchales)  |
| Sp. Rivadavia        | 1 - 3 | Sanjustino         |
| Atl. San Jorge       | 1 - 0 | La Emilia          |

| Belgrano          | 0 - 0 | Atlético Paraná      |
| La Emilia         | 0 - 3 | Def. Pronunciamiento |
| Sanjustino        | 5 - 1 | Jorge Newbery (VT)   |
| Sp. Rivadavia     | 1 - 0 | Atl. San Jorge       |
| Unión (Sunchales) | 0 - 1 | 9 de julio (Rafaela) |
| Sp. Las Parejas   | 5 - 0 | Atlético Uruguay     |
| Ben Hur           | 1 - 0 | Juventud Unida       |

| Def. Pronunciamiento | 2 - 0 | Sp. Rivadavia     |
| Atlético Uruguay     | 2 - 3 | Ben Hur           |
| 9 de julio (Rafaela) | 1 - 0 | La Emilia         |
| Atl. San Jorge       | 2 - 1 | Sanjustino        |
| Jorge Newbery (VT)   | 2 - 0 | Sp. Las Parejas   |
| Juventud Unida       | 3 - 1 | Belgrano          |
| Atlético Paraná      | 0 - 2 | Unión (Sunchales) |

### Zona 6
| Zona 6 | Zona 6                                   | Zona 6 | Zona 6 | Zona 6 | Zona 6 | Zona 6 | Zona 6 | Zona 6 | Zona 6 |
| Equipo | Equipo                                   | Pts    | PJ     | PG     | PE     | PP     | GF     | GC     | DIF    |
| ------ | ---------------------------------------- | ------ | ------ | ------ | ------ | ------ | ------ | ------ | ------ |
| 1º     | Liniers (Bahía Blanca)                   | 51     | 26     | 15     | 6      | 5      | 36     | 17     | +19    |
| 2º     | Huracán (Tres Arroyos)                   | 48     | 26     | 14     | 6      | 6      | 34     | 20     | +14    |
| 3º     | Tiro Federal (Bahía Blanca)              | 44     | 26     | 13     | 5      | 8      | 37     | 28     | +9     |
| 4º     | El Linqueño (Lincoln)                    | 38     | 26     | 11     | 5      | 10     | 42     | 37     | +5     |
| 5º     | Villa Mitre (Bahía Blanca)2              | 37     | 26     | 11     | 4      | 11     | 40     | 37     | +3     |
| 6º     | Argentino Agropecuario (Carlos Casares)2 | 37     | 26     | 9      | 10     | 7      | 28     | 21     | +7     |
| 7º     | Once Tigres (9 de julio)2                | 37     | 26     | 9      | 10     | 7      | 25     | 25     | 0      |
| 8º     | Defensores (Salto)                       | 35     | 26     | 9      | 8      | 9      | 28     | 30     | -2     |
| 9º     | Ferro Carril Sud (Olavarría)             | 34     | 26     | 10     | 4      | 12     | 33     | 36     | -3     |
| 10°    | Independiente (Chivilcoy)                | 33     | 26     | 8      | 9      | 9      | 30     | 36     | -6     |
| 11º    | Bella Vista (Bahía Blanca)               | 33     | 26     | 10     | 3      | 13     | 31     | 40     | -9     |
| 12°    | Grupo Universitario (Tandil)             | 32     | 26     | 8      | 8      | 10     | 34     | 32     | +2     |
| 13º    | Villa Belgrano (Junín)                   | 32     | 26     | 8      | 8      | 10     | 25     | 38     | -13    |
| 14º    | Club Mercedes (Mercedes)1                | 10     | 26     | 2      | 4      | 20     | 14     | 40     | -26    |

|  | Clasificado a la segunda fase del torneo. |
|  | Descendido al Torneo del Interior.        |

1:El Club Mercedes abandonó el torneo antes de disputar la fecha 14, descendiendo automáticamente de categoría. El Tribunal de Disciplina resolvió darle por perdido todos sus partidos por 1-0 a partir de la misma.

2:Al finalizar la fase regular Villa Mitre, Argentino Agropecuario y Once Tigres acabaron empatados en 37 unidades. Para definir sus posiciones finales, se tomaron en cuenta los resultados entre sí y se elaboró una mini-tabla de posiciones aparte, quedando quinto Villa Mitre con 7 puntos, sexto Argentino Agropecuario con 6 y séptimo Once Tigres con 2.

| Once Tigres         | 1 - 1 | Independiente (Chivilcoy) |
| Villa Mitre (BB)    | 1 - 3 | Huracán (TA)              |
| Mercedes            | 0 - 0 | El Linqueño               |
| Grupo Universitario | 1 - 1 | Defensores (Salto)        |
| Villa Belgrano      | 0 - 0 | A. Agropecuario           |
| Tiro Federal (BB)   | 1 - 2 | Liniers                   |
| Ferrocarril Sud     | 0 - 0 | Bella Vista               |

| Independiente (Chivilcoy) | 1 - 1 | Grupo Universitario |
| Once Tigres               | 0 - 0 | Villa Belgrano      |
| Defensores (Salto)        | 1 - 0 | Ferrocarril Sud     |
| El Linqueño               | 0 - 1 | A. Agropecuario     |
| Bella Vista               | 2 - 0 | Tiro Federal (BB)   |
| Huracán (TA)              | 3 - 0 | Mercedes            |
| Liniers                   | 3 - 2 | Villa Mitre (BB)    |

| Grupo Universitario | 0 - 0 | Once Tigres               |
| Mercedes            | 0 - 2 | Liniers                   |
| A. Agropecuario     | 0 - 1 | Huracán (TA)              |
| Tiro Federal (BB)   | 3 - 0 | Defensores (Salto)        |
| Villa Mitre (BB)    | 3 - 1 | Bella Vista               |
| Villa Belgrano      | 2 - 3 | El Linqueño               |
| Ferrocarril Sud     | 2 - 0 | Independiente (Chivilcoy) |

| Grupo Universitario       | 6 - 0 | Villa Belgrano    |
| Once Tigres               | 2 - 1 | Ferrocarril Sud   |
| Independiente (Chivilcoy) | 1 - 1 | Tiro Federal (BB) |
| Defensores (Salto)        | 2 - 2 | Villa Mitre (BB)  |
| Bella Vista               | 1 - 2 | Mercedes          |
| Liniers                   | 2 - 1 | A. Agropecuario   |
| Huracán (TA)              | 0 - 0 | El Linqueño       |

| Villa Belgrano    | 1 - 0 | Huracán (TA)              |
| A. Agropecuario   | 3 - 1 | Bella Vista               |
| Villa Mitre (BB)  | 1 - 0 | Independiente (Chivilcoy) |
| El Linqueño       | 1 - 0 | Liniers                   |
| Mercedes          | 0 - 1 | Defensores (Salto)        |
| Ferrocarril Sud   | 3 - 1 | Grupo Universitario       |
| Tiro Federal (BB) | 1 - 2 | Once Tigres               |

| Liniers                   | 1 - 0 | Huracán (TA)      |
| Grupo Universitario       | 0 - 0 | Tiro Federal (BB) |
| Independiente (Chivilcoy) | 1 - 0 | Mercedes          |
| Bella Vista               | 4 - 1 | El Linqueño       |
| Defensores (Salto)        | 1 - 2 | A. Agropecuario   |
| Once Tigres               | 1 - 2 | Villa Mitre (BB)  |
| Ferrocarril Sud           | 2 - 1 | Villa Belgrano    |

| A. Agropecuario   | 0 - 0 | Independiente (Chivilcoy) |
| Mercedes          | 2 - 2 | Once Tigres               |
| Villa Belgrano    | 1 - 1 | Liniers                   |
| El Linqueño       | 2 - 2 | Defensores (Salto)        |
| Villa Mitre (BB)  | 3 - 1 | Grupo Universitario       |
| Huracán (TA)      | 0 - 1 | Bella Vista               |
| Tiro Federal (BB) | 1 - 0 | Ferrocarril Sud           |

| Grupo Universitario       | 3 - 1 | Mercedes         |
| Once Tigres               | 0 - 0 | A. Agropecuario  |
| Bella Vista               | 0 - 2 | Liniers          |
| Independiente (Chivilcoy) | 4 - 3 | El Linqueño      |
| Defensores (Salto)        | 0 - 1 | Huracán (TA)     |
| Ferrocarril Sud           | 1 - 0 | Villa Mitre (BB) |
| Tiro Federal (BB)         | 2 - 1 | Villa Belgrano   |

| A. Agropecuario  | 1 - 1 | Grupo Universitario       |
| El Linqueño      | 0 - 1 | Once Tigres               |
| Mercedes         | 3 - 3 | Ferrocarril Sud           |
| Villa Mitre (BB) | 3 - 2 | Tiro Federal (BB)         |
| Villa Belgrano   | 2 - 1 | Bella Vista               |
| Huracán (TA)     | 1 - 0 | Independiente (Chivilcoy) |
| Liniers          | 0 - 0 | Defensores (Salto)        |

| Ferrocarril Sud           | 0 - 0 | A. Agropecuario |
| Villa Mitre (BB)          | 2 - 1 | Villa Belgrano  |
| Independiente (Chivilcoy) | 2 - 0 | Liniers         |
| Defensores (Salto)        | 4 - 1 | Bella Vista     |
| Once Tigres               | 0 - 2 | Huracán (TA)    |
| Grupo Universitario       | 0 - 2 | El Linqueño     |
| Tiro Federal (BB)         | 4 - 2 | Mercedes        |

| A. Agropecuario | 0 - 2 | Tiro Federal (BB)         |
| Liniers         | 1 - 1 | Once Tigres               |
| Mercedes        | 1 - 1 | Villa Mitre (BB)          |
| Bella Vista     | 1 - 2 | Independiente (Chivilcoy) |
| El Linqueño     | 3 - 1 | Ferro Carril Sud          |
| Villa Belgrano  | 1 - 0 | Defensores (Salto)        |
| Huracán (TA)    | 1 - 0 | Grupo Universitario       |

| Club Mercedes             | 2 - 1 | Villa Belgrano     |
| Independiente (Chivilcoy) | 2 - 1 | Defensores (Salto) |
| Once Tigres               | 3 - 0 | Bella Vista        |
| Grupo Universitario       | 0 - 0 | Liniers            |
| Tiro Federal (BB)         | 2 - 0 | El Linqueño        |
| Ferro Carril Sud          | 2 - 0 | Huracán (TA)       |
| Villa Mitre (BB)          | 2 - 2 | A. Agropecuario    |

| Huracán (TA)       | 0 - 0 | Tiro Federal (BB)         |
| A. Agropecuario    | 5 - 1 | Club Mercedes             |
| Villa Belgrano     | 1 - 1 | Independiente (Chivilcoy) |
| Bella Vista        | 2 - 0 | Grupo Universitario       |
| Defensores (Salto) | 3 - 2 | Once Tigres               |
| Liniers            | 4 - 0 | Ferro Carril Sud          |
| El Linqueño        | 4 - 2 | Villa Mitre (BB)          |

| A. Agropecuario           | 0 - 1   | Villa Belgrano      |
| Bella Vista               | 2 - 1   | Ferro Carril Sud    |
| Defensores (Salto)        | 0 - 2   | Grupo Universitario |
| Independiente (Chivilcoy) | 0 - 0   | Once Tigres         |
| Liniers                   | 1 - 0   | Tiro Federal (BB)   |
| Huracán (TA)              | 1 - 0   | Villa Mitre (BB)    |
| El Linqueño               | 1 - 0 1 | Club Mercedes       |

| A. Agropecuario     | 1 - 0   | El Linqueño               |
| Villa Belgrano      | 3 - 0   | Once Tigres               |
| Tiro Federal (BB)   | 2 - 0   | Bella Vista               |
| Villa Mitre (BB)    | 0 - 1   | Liniers                   |
| Grupo Universitario | 1 - 2   | Independiente (Chivilcoy) |
| Ferro Carril Sud    | 1 - 2   | Defensores (Salto)        |
| Club Mercedes       | 0 - 1 1 | Huracán (TA)              |

| El Linqueño               | 7 - 1   | Villa Belgrano      |
| Huracán (TA)              | 1 - 1   | A. Agropecuario     |
| Bella Vista               | 2 - 1   | Villa Mitre (BB)    |
| Defensores (Salto)        | 0 - 0   | Tiro Federal (BB)   |
| Independiente (Chivilcoy) | 2 - 4   | Ferro Carril Sud    |
| Once Tigres               | 3 - 2   | Grupo Universitario |
| Liniers                   | 1 - 0 1 | Club Mercedes       |

| Villa Belgrano    | 0 - 0   | Grupo Universitario       |
| A. Agropecuario   | 0 - 0   | Liniers                   |
| El Linqueño       | 4 - 1   | Huracán (TA)              |
| Villa Mitre (BB)  | 2 - 1   | Defensores (Salto)        |
| Tiro Federal (BB) | 2 - 0   | Independiente (Chivilcoy) |
| Ferro Carril Sud  | 0 - 0   | Once Tigres               |
| Club Mercedes     | 0 - 1 1 | Bella Vista               |

| Huracán (TA)              | 2 - 0   | Villa Belgrano    |
| Bella Vista               | 1 - 0   | A. Agropecuario   |
| Independiente (Chivilcoy) | 1 - 1   | Villa Mitre (BB)  |
| Grupo Universitario       | 0 - 1   | Ferro Carril Sud  |
| Once Tigres               | 0 - 1   | Tiro Federal (BB) |
| Liniers                   | 1 - 0   | El Linqueño       |
| Defensores (Salto)        | 1 - 0 1 | Club Mercedes     |

| Huracán (TA)      | 0 - 0   | Liniers                   |
| El Linqueño       | 2 - 0   | Bella Vista               |
| A. Agropecuario   | 0 - 0   | Defensores (Salto)        |
| Villa Belgrano    | 1 - 0   | Ferro Carril Sud          |
| Villa Mitre (BB)  | 1 - 0   | Once Tigres               |
| Tiro Federal (BB) | 1 - 2   | Grupo Universitario       |
| Club Mercedes     | 0 - 1 1 | Independiente (Chivilcoy) |

| Ferro Carril Sud          | 4 - 1   | Tiro Federal (BB) |
| Bella Vista               | 1 - 5   | Huracán (TA)      |
| Independiente (Chivilcoy) | 2 - 4   | A. Agropecuatio   |
| Grupo Universitario       | 2 - 1   | Villa Mitre (BB)  |
| Liniers                   | 3 - 0   | Villa Belgrano    |
| Defensores (Salto)        | 3 - 0   | El Linqueño       |
| Club Mercedes             | 0 - 1 1 | Once Tigres       |

| Liniers          | 2 - 0   | Bella Vista               |
| A. Agropecuario  | 1 - 1   | Once Tigres               |
| Villa Mitre (BB) | 3 - 2   | Ferro Carril Sud          |
| El Linqueño      | 1 - 1   | Independiente (Chivilcoy) |
| Villa Belgrano   | 0 - 0   | Tiro Federal (BB)         |
| Huracán (TA)     | 0 - 0   | Defensores (Salto)        |
| Club Mercedes    | 0 - 1 1 | Grupo Universitario       |

| Independiente (Chivilcoy) | 0 - 2   | Huracán (TA)     |
| Defensores (Salto)        | 1 - 0   | Liniers          |
| Bella Vista               | 1 - 1   | Villa Belgrano   |
| Grupo Universitario       | 2 - 0   | A. Agropecuario  |
| Tiro Federal (BB)         | 2 - 1   | Villa Mitre (BB) |
| Once Tigres               | 1 - 0   | El Linqueño      |
| Ferro Carril Sud          | 1 - 0 1 | Club Mercedes    |

| El Linqueño     | 2 - 2   | Grupo Universitario       |
| Bella Vista     | 4 - 0   | Defensores (Salto)        |
| Huracán (TA)    | 1 - 1   | Once Tigres               |
| Liniers         | 4 - 2   | Independiente (Chivilcoy) |
| A. Agropecuario | 4 - 0   | Ferro Carril Sud          |
| Villa Belgrano  | 2 - 1   | Villa Mitre (BB)          |
| Club Mercedes   | 0 - 1 1 | Tiro Federal (BB)         |

| Ferro Carril Sud          | 0 - 2   | El Linqueño     |
| Once Tigres               | 2 - 1   | Liniers         |
| Independiente (Chivilcoy) | 1 - 1   | Bella Vista     |
| Defensores (Salto)        | 2 - 2   | Villa Belgrano  |
| Tiro Federal (BB)         | 2 - 0   | A. Agropecuario |
| Grupo Universitario       | 2 - 3   | Huracán (TA)    |
| Villa Mitre (BB)          | 1 - 0 1 | Club Mercedes   |

| Liniers            | 3 - 1   | Grupo Universitario       |
| Defensores (Salto) | 2 - 1   | Independiente (Chivilcoy) |
| Huracán (TA)       | 3 - 2   | Ferro Carril Sud          |
| A. Agropecuario    | 1 - 0   | Villa Mitre (BB)          |
| El Linqueño        | 4 - 3   | Tiro Federal (BB)         |
| Bella Vista        | 2 - 0   | Once Tigres               |
| Villa Belgrano     | 1 - 0 1 | Club Mercedes             |

| Independiente (Chivilcoy) | 2 - 1   | Villa Belgrano     |
| Once Tigres               | 1 - 0   | Defensores (Salto) |
| Villa Mitre (BB)          | 4 - 0   | El Linqueño        |
| Ferro Carril Sud          | 2 - 0   | Liniers            |
| Grupo Universitario       | 3 - 1   | Bella Vista        |
| Tiro Federal (BB)         | 3 - 2   | Huracán (TA)       |
| Club Mercedes             | 0 - 1 1 | A. Agropecuario    |

### Zona 7

#### Sub zona Norte
| Zona 7: Norte | Zona 7: Norte                             | Zona 7: Norte | Zona 7: Norte | Zona 7: Norte | Zona 7: Norte | Zona 7: Norte | Zona 7: Norte | Zona 7: Norte | Zona 7: Norte |
| Equipo        | Equipo                                    | Pts           | PJ            | PG            | PE            | PP            | GF            | GC            | DIF           |
| ------------- | ----------------------------------------- | ------------- | ------------- | ------------- | ------------- | ------------- | ------------- | ------------- | ------------- |
| 1º            | Deportivo Roca (General Roca)             | 57            | 28            | 17            | 6             | 5             | 54            | 23            | +31           |
| 2º            | Independiente (Neuquén)                   | 46            | 28            | 14            | 4             | 10            | 52            | 35            | +17           |
| 3º            | Sol de Mayo (Viedma)                      | 45            | 28            | 12            | 9             | 7             | 48            | 40            | +8            |
| 4º            | Deportivo Patagones (Carmen de Patagones) | 39            | 28            | 11            | 6             | 11            | 33            | 36            | -3            |
| 5º            | Alianza (Cutral Có)                       | 35            | 28            | 10            | 5             | 13            | 33            | 45            | -12           |
| 6º            | Independiente (Río Colorado)1             | 32            | 28            | 8             | 8             | 12            | 51            | 58            | -7            |
| 7º            | Maronese (Neuquén)1                       | 32            | 28            | 9             | 5             | 14            | 34            | 43            | -9            |
| 8º            | Cruz Del Sur (Bariloche)                  | 26            | 28            | 7             | 5             | 16            | 26            | 51            | -25           |

|  | Clasificado a la segunda fase del torneo. |
|  | Disputó una final por el tercer descenso. |
|  | Descendido al Torneo del Interior.        |

1: Como Independiente de Río Colorado y Maronese de Neuquén empataron en 32 puntos, debieron disputar un partido definitorio para ver cual de los dos jugaba la Final por el tercer descenso.

| Deportivo Roca | 3 - 0 | Deportivo Patagones |
| Sol de Mayo    | 2 - 1 | Alianza (Cutral Có) |
| Cruz del Sur   | 1 - 6 | Independiente (N)   |
| Maronese       | 1 - 1 | Independiente (RC)  |

| Deportivo Patagones | 3 - 1 | Sol de Mayo       |
| Alianza (Cutral Có) | 1 - 0 | Independiente (N) |
| Independiente (RC)  | 2 - 1 | Deportivo Roca    |
| Maronese            | 3 - 1 | Cruz del Sur      |

| Independiente (N) | 2 - 2 | Deportivo Patagones |
| Cruz del Sur      | 0 - 3 | Alianza (Cutral Có) |
| Sol de Mayo       | 2 - 2 | Independiente (RC)  |
| Deportivo Roca    | 3 - 0 | Maronese            |

| Deportivo Roca      | 0 - 1 | Cruz del Sur        |
| Maronese            | 2 - 1 | Sol de Mayo         |
| Independiente (RC)  | 2 - 2 | Independiente (N)   |
| Deportivo Patagones | 2 - 1 | Alianza (Cutral Có) |

| Alianza (Cutral Có) | 2 - 0 | Independiente (RC)  |
| Cruz del Sur        | 0 - 1 | Deportivo Patagones |
| Sol de Mayo         | 0 - 1 | Deportivo Roca      |
| Independiente (N)   | 1 - 1 | Maronese            |

| Sol de Mayo        | 1 - 1 | Cruz del Sur        |
| Maronese           | 3 - 0 | Alianza (Cutral Có) |
| Independiente (RC) | 0 - 1 | Deportivo Patagones |
| Deportivo Roca     | 2 - 1 | Independiente (N)   |

| Independiente (N)   | 1 - 3 | Sol de Mayo        |
| Cruz del Sur        | 2 - 0 | Independiente (RC) |
| Alianza (Cutral Có) | 0 - 1 | Deportivo Roca     |
| Deportivo Patagones | 1 - 0 | Maronese           |

| Alianza (Cutral Có) | 3 - 2 | Sol de Mayo    |
| Independiente (N)   | 4 - 0 | Cruz del Sur   |
| Deportivo Patagones | 1 - 2 | Deportivo Roca |
| Independiente (RC)  | 4 - 0 | Maronese       |

| Independiente (N) | 1 - 0 | Alianza (Cutral Có) |
| Sol de Mayo       | 1 - 0 | Deportivo Patagones |
| Cruz del Sur      | 3 - 1 | Maronese            |
| Deportivo Roca    | 6 - 0 | Independiente (RC)  |

| Alianza (Cutral Có) | 1 - 0 | Cruz del Sur      |
| Maronese            | 0 - 2 | Deportivo Roca    |
| Independiente (RC)  | 2 - 2 | Sol de Mayo       |
| Deportivo Patagones | 3 - 1 | Independiente (N) |

| Cruz del Sur        | 1 - 0 | Deportivo Roca      |
| Sol de Mayo         | 2 - 0 | Maronese            |
| Independiente (N)   | 0 - 2 | Independiente (RC)  |
| Alianza (Cutral Có) | 3 - 0 | Deportivo Patagones |

| Maronese            | 0 - 1 | Independiente (N)   |
| Deportivo Patagones | 2 - 1 | Cruz del Sur        |
| Independiente (RC)  | 6 - 1 | Alianza (Cutral Có) |
| Deportivo Roca      | 2 - 0 | Sol de Mayo         |

| Cruz del Sur        | 2 - 2 | Sol de Mayo        |
| Independiente (N)   | 1 - 3 | Deportivo Roca     |
| Alianza (Cutral Có) | 3 - 1 | Maronese           |
| Deportivo Patagones | 4 - 0 | Independiente (RC) |

| Maronese           | 2 - 2 | Deportivo Patagones |
| Deportivo Roca     | 6 - 0 | Alianza (Cutral Có) |
| Sol de Mayo        | 0 - 1 | Independiente (N)   |
| Independiente (RC) | 1 - 1 | Cruz del Sur        |

| Maronese       | 4 - 1 | Independiente (RC)  |
| Cruz del Sur   | 2 - 1 | Independiente (N)   |
| Sol de Mayo    | 3 - 3 | Alianza (Cutral Có) |
| Deportivo Roca | 0 - 0 | Deportivo Patagones |

| Maronese            | 1 - 0 | Cruz del Sur      |
| Deportivo Patagones | 1 - 1 | Sol de Mayo       |
| Alianza (Cutral Có) | 1 - 1 | Independiente (N) |
| Independiente (RC)  | 2 - 3 | Deportivo Roca    |

| Deportivo Roca    | 1 - 0 | Maronese            |
| Cruz del Sur      | 2 - 0 | Alianza (Cutral Có) |
| Independiente (N) | 2 - 0 | Deportivo Patagones |
| Sol de Mayo       | 3 - 1 | Independiente (RC)  |

| Maronese            | 0 - 1 | Sol de Mayo         |
| Deportivo Patagones | 1 - 0 | Alianza (Cutral Có) |
| Independiente (RC)  | 4 - 3 | Independiente (N)   |
| Deportivo Roca      | 2 - 0 | Cruz del Sur        |

| Cruz del Sur        | 0 - 0 | Deportivo Patagones |
| Sol de Mayo         | 1 - 1 | Deportivo Roca      |
| Independiente (N)   | 2 - 0 | Maronese            |
| Alianza (Cutral Có) | 4 - 3 | Independiente (RC)  |

| Sol de Mayo        | 3 - 2 | Cruz del Sur        |
| Maronese           | 2 - 1 | Alianza (Cutral Có) |
| Independiente (RC) | 2 - 0 | Deportivo Patagones |
| Deportivo Roca     | 1 - 0 | Independiente (N)   |

| Independiente (N)   | 3 - 0 | Sol de Mayo        |
| Cruz del Sur        | 1 - 1 | Independiente (RC) |
| Alianza (Cutral Có) | 1 - 1 | Deportivo Roca     |
| Deportivo Patagones | 2 - 4 | Maronese           |

| Independiente (N)   | 2 - 0 | Cruz del Sur   |
| Alianza (Cutral Có) | 0 - 0 | Sol de Mayo    |
| Deportivo Patagones | 2 - 1 | Deportivo Roca |
| Independiente (RC)  | 1 - 1 | Maronese       |

| Cruz del Sur      | 2 - 1 | Maronese            |
| Deportivo Roca    | 3 - 0 | Independiente (RC)  |
| Independiente (N) | 1 - 0 | Alianza (Cutral Có) |
| Sol de Mayo       | 2 - 1 | Deportivo Patagones |

| Maronese            | 2 - 2 | Deportivo Roca    |
| Deportivo Patagones | 0 - 2 | Independiente (N) |
| Independiente (RC)  | 2 - 3 | Sol de Mayo       |
| Alianza (Cutral Có) | 1 - 0 | Cruz del Sur      |

| Independiente (N)   | 8 - 3 | Independiente (RC)  |
| Sol de Mayo         | 3 - 1 | Maronese            |
| Cruz del Sur        | 1 - 2 | Deportivo Roca      |
| Alianza (Cutral Có) | 2 - 1 | Deportivo Patagones |

| Deportivo Roca      | 2 - 2 | Sol de Mayo         |
| Deportivo Patagones | 2 - 1 | Cruz del Sur        |
| Independiente (RC)  | 3 - 0 | Alianza (Cutral Có) |
| Maronese            | 0 - 1 | Independiente (N)   |

| Independiente (N)   | 3 - 1 | Deportivo Roca     |
| Deportivo Patagones | 0 - 0 | Independiente (RC) |
| Alianza (Cutral Có) | 0 - 1 | Maronese           |
| Cruz del Sur        | 1 - 4 | Sol de Mayo        |

| Independiente (RC) | 6 - 0 | Cruz del Sur        |
| Deportivo Roca     | 2 - 2 | Alianza (Cutral Có) |
| Sol de Mayo        | 3 - 1 | Independiente (N)   |
| Maronese           | 3 - 1 | Deportivo Patagones |

##### Partido de desempate
Como estipulaba el reglamento, aquellos equipos que empatasen en puntos y deban definir una posición del descenso debían jugar un partido entre ellos para determinar dicha posición.
| Maronese                                             | 1 - 2 | Independiente (RC) |
| Maronese debe jugar la Final por el tercer descenso. |       |                    |

#### Sub zona Sur
| Zona 7: Sur | Zona 7: Sur                         | Zona 7: Sur | Zona 7: Sur | Zona 7: Sur | Zona 7: Sur | Zona 7: Sur | Zona 7: Sur | Zona 7: Sur | Zona 7: Sur |
| Equipo      | Equipo                              | Pts         | PJ          | PG          | PE          | PP          | GF          | GC          | DIF         |
| ----------- | ----------------------------------- | ----------- | ----------- | ----------- | ----------- | ----------- | ----------- | ----------- | ----------- |
| 1°          | Racing (Trelew) 2 3                 | 52          | 28          | 16          | 4           | 8           | 57          | 35          | +22         |
| 2°          | C.A.I. (Comodoro Rivadavia)         | 52          | 28          | 15          | 7           | 6           | 46          | 34          | +12         |
| 3°          | Jorge Newbery (Comodoro Rivadavia)  | 41          | 28          | 11          | 8           | 9           | 46          | 37          | +9          |
| 4°          | Deportivo Madryn (Puerto Madryn)3 4 | 41          | 28          | 12          | 5           | 11          | 46          | 39          | +7          |
| 5°          | Huracán (Comodoro Rivadavia)4       | 41          | 28          | 12          | 5           | 11          | 37          | 33          | +4          |
| 6°          | Boca (Río Gallegos)1 5              | 40          | 28          | 11          | 7           | 10          | 42          | 42          | 0           |
| 7°          | Germinal (Rawson)5                  | 31          | 28          | 8           | 7           | 13          | 42          | 45          | -3          |
| 8°          | Huracán (Gobernador Gregores)1 2    | 9           | 28          | 4           | 3           | 21          | 23          | 74          | -51         |

|  | Clasificado a la segunda fase del torneo. |
|  | Disputó una final por el tercer descenso. |
|  | Descendido al Torneo del Interior.        |

1:El partido entre ellos, correspondiente a la fecha 14, no se jugó por la no presentación del equipo de Gobernador Gregores. El Tribunal de Disciplina dio el partido por ganado a Boca de Río Gallegos por 1-0 y descontó 3 puntos a Huracán de Gobernador Gregores.

2:El partido entre ellos, correspondiente a la fecha 16, no se jugó por la no presentación del equipo de Gobernador Gregores. El Tribunal de Disciplina dio el partido por ganado a Racing de Trelew por 1-0 y descontar 3 puntos a Huracán de Gregores.

3:El partido entre ellos, correspondiente a la fecha 19, fue otorgado por 1-0 a Racing de Trelew por la mala inclusión de un jugador de Deportivo Madryn. El resultado original había sido 2-0 en favor de Dep. Madryn.

4:El partido entre ellos, correspondiente a la fecha 20, fue otorgado por 1-0 a Huracán de Comodoro Rivadavia por la mala inclusión de un jugador de Deportivo Madryn. El resultado original había sido 0-0.

5: El partido entre ellos, correspondiente a la fecha 26 fue suspendido por incidentes en el minuto 40 del segundo tiempo. El Tribunal de Disciplina dio el partido finalizado con marcador Boca de Río Gallegos 2-1 Germinal.

| C.A.I.                  | 2 - 1 | Germinal                  |
| Racing (Trelew)         | 4 - 0 | Boca (Río Gallegos)       |
| Huracán (Com. Riv.)     | 1 - 0 | Jorge Newbery (Com. Riv.) |
| Huracán (Gob. Gregores) | 0 - 3 | Deportivo Madryn          |

| Boca (Río Gallegos)       | 1 - 0 | Huracán (Com. Riv.)     |
| Jorge Newbery (Com. Riv.) | 2 - 0 | C.A.I.                  |
| Germinal                  | 2 - 2 | Deportivo Madryn        |
| Racing (Trelew)           | 6 - 2 | Huracán (Gob. Gregores) |

| C.A.I.                  | 1 - 1 | Boca (Río Gallegos)       |
| Deportivo Madryn        | 1 - 1 | Jorge Newbery (Com. Riv.) |
| Huracán (Gob. Gregores) | 2 - 2 | Germinal                  |
| Huracán (Com. Riv.)     | 2 - 2 | Racing (Trelew)           |

| Huracán (Com. Riv.)       | 1 - 2 | Huracán (Gob. Gregores) |
| Racing (Trelew)           | 2 - 3 | C.A.I.                  |
| Boca (Río Gallegos)       | 4 - 1 | Deportivo Madryn        |
| Jorge Newbery (Com. Riv.) | 5 - 1 | Germinal                |

| Deportivo Madryn        | 3 - 0 | Racing (Trelew)           |
| Huracán (Gob. Gregores) | 3 - 0 | Jorge Newbery (Com. Riv.) |
| C.A.I.                  | 1 - 0 | Huracán (Com. Riv.)       |
| Germinal                | 1 - 2 | Boca (Río Gallegos)       |

| Boca (Río Gallegos) | 3 - 2 | Jorge Newbery (Com. Riv.) |
| C.A.I.              | 1 - 0 | Huracán (Gob. Gregores)   |
| Racing (Trelew)     | 1 - 2 | Germinal                  |
| Huracán (Com. Riv.) | 0 - 1 | Deportivo Madryn          |

| Germinal                  | 2 - 3 | Huracán (Com. Riv.) |
| Deportivo Madryn          | 1 - 0 | C.A.I.              |
| Jorge Newbery (Com. Riv.) | 0 - 1 | Racing (Trelew)     |
| Huracán (Gob. Gregores)   | 0 - 2 | Boca (Río Gallegos) |

| Boca (Río Gallegos)       | 1 - 0 | Racing (Trelew)         |
| Deportivo Madryn          | 3 - 1 | Huracán (Gob. Gregores) |
| Germinal                  | 1 - 1 | C.A.I.                  |
| Jorge Newbery (Com. Riv.) | 1 - 1 | Huracán (Com. Riv.)     |

| Huracán (Gob. Gregores) | 1 - 4 | Racing (Trelew)           |
| C.A.I.                  | 3 - 0 | Jorge Newbery (Com. Riv.) |
| Deportivo Madryn        | 2 - 2 | Germinal                  |
| Huracán (Com. Riv.)     | 1 - 0 | Boca (Río Gallegos)       |

| Boca (Río Gallegos)       | 1 - 1 | C.A.I.                  |
| Racing (Trelew)           | 3 - 1 | Huracán (Com. Riv.)     |
| Jorge Newbery (Com. Riv.) | 1 - 0 | Deportivo Madryn        |
| Germinal                  | 4 - 1 | Huracán (Gob. Gregores) |

| C.A.I.                  | 1 - 1 | Racing (Trelew)           |
| Deportivo Madryn        | 2 - 1 | Boca (Río Gallegos)       |
| Germinal                | 0 - 1 | Jorge Newbery (Com. Riv.) |
| Huracán (Gob. Gregores) | 1 - 0 | Huracán (Com. Riv.)       |

| Boca (Río Gallegos)       | 0 - 2 | Germinal                |
| Racing (Trelew)           | 3 - 1 | Deportivo Madryn        |
| Huracán (Com. Riv.)       | 2 - 3 | C.A.I.                  |
| Jorge Newbery (Com. Riv.) | 4 - 0 | Huracán (Gob. Gregores) |

| Deportivo Madryn          | 1 - 2 | Huracán (Com. Riv.) |
| Jorge Newbery (Com. Riv.) | 1 - 0 | Boca (Río Gallegos) |
| Germinal                  | 1 - 3 | Racing (Trelew)     |
| Huracán (Gob. Gregores)   | 0 - 4 | C.A.I.              |

| C.A.I.              | 4 - 3 | Deportivo Madryn          |
| Racing (Trelew)     | 2 - 0 | Jorge Newbery (Com. Riv.) |
| Huracán (Com. Riv.) | 2 - 1 | Germinal                  |
| Boca (Río Gallegos) | 1 - 0 | Huracán (Gob. Gregores)   |

| Huracán (Gob. Gregores) | 1 - 3 | Deportivo Madryn          |
| Huracán (Com. Riv.)     | 0 - 0 | Jorge Newbery (Com. Riv.) |
| C.A.I.                  | 1 - 0 | Germinal                  |
| Racing (Trelew)         | 1 - 1 | Boca (Río Gallegos)       |

| Boca (Río Gallegos)       | 1 - 0 | Huracán (Com. Riv.)     |
| Jorge Newbery (Com. Riv.) | 2 - 0 | C.A.I.                  |
| Germinal                  | 2 - 0 | Deportivo Madryn        |
| Racing (Trelew)           | 1 - 0 | Huracán (Gob. Gregores) |

| C.A.I.                  | 3 - 0 | Boca (Río Gallegos)       |
| Huracán (Gob. Gregores) | 1 - 1 | Germinal                  |
| Huracán (Com. Riv.)     | 2 - 1 | Racing (Trelew)           |
| Deportivo Madryn        | 3 - 0 | Jorge Newbery (Com. Riv.) |

| Jorge Newbery (Com. Riv.) | 2 - 3 | Germinal                |
| Huracán (Com. Riv.)       | 2 - 0 | Huracán (Gob. Gregores) |
| Racing (Trelew)           | 4 - 0 | C.A.I.                  |
| Boca (Río Gallegos)       | 2 - 1 | Deportivo Madryn        |

| Deportivo Madryn        | 0 - 1 | Racing (Trelew)           |
| Huracán (Gob. Gregores) | 1 - 6 | Jorge Newbery (Com. Riv.) |
| C.A.I.                  | 2 - 1 | Huracán (Com. Riv.)       |
| Germinal                | 1 - 1 | Boca (Río Gallegos)       |

| Boca (Río Gallegos) | 3 - 3 | Jorge Newbery (Com. Riv.) |
| C.A.I.              | 1 - 0 | Huracán (Gob. Gregores)   |
| Huracán (Com. Riv.) | 1 - 0 | Deportivo Madryn          |
| Racing (Trelew)     | 2 - 1 | Germinal                  |

| Germinal                  | 0 - 1 | Huracán (Com. Riv.) |
| Deportivo Madryn          | 1 - 0 | C.A.I.              |
| Huracán (Gob. Gregores)   | 2 - 0 | Boca (Río Gallegos) |
| Jorge Newbery (Com. Riv.) | 2 - 1 | Racing (Trelew)     |

| Deportivo Madryn          | 5 - 1 | Huracán (Gob. Gregores) |
| Germinal                  | 3 - 2 | C.A.I.                  |
| Boca (Río Gallegos)       | 1 - 2 | Racing (Trelew)         |
| Jorge Newbery (Com. Riv.) | 1 - 1 | Huracán (Com. Riv.)     |

| Deportivo Madryn        | 1 - 0 | Germinal                  |
| C.A.I.                  | 2 - 0 | Jorge Newbery (Com. Riv.) |
| Huracán (Gob. Gregores) | 2 - 3 | Racing (Trelew)           |
| Huracán (Com. Riv.)     | 6 - 4 | Boca (Río Gallegos)       |

| Boca (Río Gallegos)       | 1 - 1 | C.A.I.                  |
| Germinal                  | 4 - 0 | Huracán (Gob. Gregores) |
| Racing (Trelew)           | 3 - 1 | Huracán (Com. Riv.)     |
| Jorge Newbery (Com. Riv.) | 3 - 3 | Deportivo Madryn        |

| C.A.I.                  | 3 - 2 | Racing (Trelew)           |
| Deportivo Madryn        | 2 - 2 | Boca (Río Gallegos)       |
| Germinal                | 2 - 2 | Jorge Newbery (Com. Riv.) |
| Huracán (Gob. Gregores) | 0 - 2 | Huracán (Com. Riv.)       |

| Jorge Newbery (Com. Riv.) | 2 - 0 | Huracán (Gob. Gregores) |
| Boca (Río Gallegos)       | 2 - 1 | Germinal                |
| Racing (Trelew)           | 2 - 0 | Deportivo Madryn        |
| Huracán (Com. Riv.)       | 1 - 1 | C.A.I.                  |

| Deportivo Madryn          | 1 - 0 | Huracán (Com. Riv.) |
| Germinal                  | 2 - 0 | Racing (Trelew)     |
| Jorge Newbery (Com. Riv.) | 3 - 0 | Boca (Río Gallegos) |
| Huracán (Gob. Gregores)   | 2 - 2 | C.A.I.              |

| C.A.I.              | 3 - 2 | Deportivo Madryn          |
| Boca (Río Gallegos) | 7 - 0 | Huracán (Gob. Gregores)   |
| Racing (Trelew)     | 2 - 2 | Jorge Newbery (Com. Riv.) |
| Huracán (Com. Riv.) | 3 - 0 | Germinal                  |

#### Final por el tercer descenso
La final estableció el tercer descenso de la zona y el vigésimo primer descenso de la categoría. Fue disputada por Germinal de Rawson, que finalizó séptimo en la sub zona sur, y Maronese de Neuquén que perdió el partido de desempate por el séptimo lugar en la sub zona norte.
| Maronese                                   | 1 - 21 | Germinal |
| Maronese descendió al Torneo del Interior. |        |          |

1: El partido finalizó Maronese 1 - 1 Germinal al cabo de los 90' reglamentarios; y como estipulaba el reglamento, se debieron jugar dos tiempos suplementarios de 15' cada uno.

### Mejores quintos
| Equipo                        | Pts | PJ | PG | PE | PP | GF | GC | Dif |
| ----------------------------- | --- | -- | -- | -- | -- | -- | -- | --- |
| Jorge Gibson Brown (Posadas)  | 40  | 26 | 11 | 7  | 8  | 29 | 27 | +2  |
| Ferro (General Pico)          | 39  | 26 | 10 | 9  | 7  | 31 | 26 | +5  |
| Altos Hornos Zapla (Palpalá)  | 39  | 26 | 11 | 6  | 9  | 29 | 27 | +2  |
| 9 de julio (Rafaela)          | 39  | 26 | 10 | 9  | 7  | 27 | 25 | +2  |
| Villa Mitre (Bahía Blanca)    | 37  | 26 | 11 | 4  | 11 | 40 | 37 | +3  |
| General Paz Juniors (Córdoba) | 36  | 26 | 11 | 3  | 12 | 31 | 29 | +2  |

## Segunda a tercera fase

### Segunda fase
Los equipos que finalicen en la primera (1.ª) posición clasificarán a la cuarta fase mientras que aquellos que terminen en la segunda (2.ª) posición clasificarán a la tercera fase.

#### Zona A
| Equipo                          | Pts | PJ | PG | PE | PP | GF | GC | Dif |
| ------------------------------- | --- | -- | -- | -- | -- | -- | -- | --- |
| Mitre (Santiago del Estero)     | 14  | 6  | 4  | 2  | 0  | 13 | 8  | 5   |
| Sarmiento (La Banda)            | 12  | 6  | 3  | 3  | 0  | 9  | 4  | 5   |
| San Lorenzo de Alem (Catamarca) | 5   | 6  | 1  | 2  | 3  | 8  | 10 | -2  |
| Altos Hornos Zapla (Palpalá)    | 1   | 6  | 0  | 1  | 5  | 6  | 14 | -8  |

|  | Clasificado a la cuarta fase del torneo.  |
|  | Clasificado a la tercera fase del torneo. |

| San Lorenzo (Alem)   | 3 - 1 | Altos Hornos Zapla |
| Sarmiento (La Banda) | 1 - 1 | Mitre (SdE)        |

| Mitre (SdE)        | 3 - 2 | San Lorenzo (Alem)   |
| Altos Hornos Zapla | 1 - 2 | Sarmiento (La Banda) |

| Sarmiento (La Banda) | 0 - 0 | San Lorenzo (Alem) |
| Altos Hornos Zapla   | 2 - 3 | Mitre (SdE)        |

| Mitre (SdE)        | 2 - 2 | Sarmiento (La Banda) |
| Altos Hornos Zapla | 0 - 0 | San Lorenzo (Alem)   |

| San Lorenzo (Alem)   | 1 - 3 | Mitre (SdE)        |
| Sarmiento (La Banda) | 3 - 1 | Altos Hornos Zapla |

| San Lorenzo (Alem) | 0 - 1 | Sarmiento (La Banda) |
| Mitre (SdE)        | 1 - 0 | Altos Hornos Zapla   |

#### Zona B
| Equipo                          | Pts | PJ | PG | PE | PP | GF | GC | Dif |
| ------------------------------- | --- | -- | -- | -- | -- | -- | -- | --- |
| Atlético Policial (Catamarca)   | 15  | 6  | 5  | 0  | 1  | 11 | 6  | 5   |
| Concepción F.C. (Concepción)    | 11  | 6  | 3  | 2  | 1  | 9  | 5  | 4   |
| Unión (Villa Krause)            | 5   | 6  | 1  | 2  | 3  | 4  | 9  | -5  |
| Unión Aconquija (Las Estancias) | 3   | 6  | 1  | 0  | 6  | 6  | 11 | -5  |

|  | Clasificado a la cuarta fase del torneo.  |
|  | Clasificado a la tercera fase del torneo. |

| Concepción F.C.   | 0 - 0 | Unión (Villa Krause) |
| Atlético Policial | 3 - 1 | Unión Aconquija      |

| Unión Aconquija      | 0 - 2 | Concepción F.C.   |
| Unión (Villa Krause) | 0 - 2 | Atlético Policial |

| Atlético Policial    | 2 - 1 | Concepción F.C. |
| Unión (Villa Krause) | 1 - 0 | Unión Aconquija |

| Unión Aconquija      | 2 - 3 | Atlético Policial |
| Unión (Villa Krause) | 3 - 3 | Concepción F.C.   |

| Atlético Policial | 1 - 0 | Unión (Villa Krause) |
| Concepción F.C.   | 1 - 0 | Unión Aconquija      |

| Unión Aconquija | 3 - 0 | Unión (Villa Krause) |
| Concepción F.C. | 2 - 0 | Atlético Policial    |

#### Zona C
| Equipo                              | Pts | PJ | PG | PE | PP | GF | GC | Dif |
| ----------------------------------- | --- | -- | -- | -- | -- | -- | -- | --- |
| Gimnasia y Esgrima (Mendoza)        | 11  | 6  | 3  | 2  | 1  | 8  | 5  | 3   |
| Sportivo Rivadavia (Venado Tuerto)1 | 10  | 6  | 3  | 1  | 2  | 13 | 8  | 5   |
| Pacífico (General Alvear)1          | 10  | 6  | 3  | 1  | 2  | 11 | 10 | 1   |
| Guaymallén (Mendoza)                | 2   | 6  | 0  | 2  | 4  | 4  | 13 | -9  |

|  | Clasificado a la cuarta fase del torneo.  |
|  | Clasificado a la tercera fase del torneo. |

1: Al haber igualado en puntos al finalizar esta ronda, se determinaron las posiciones finales tomando en cuenta los resultados finales entre sí. (Sp. Rivadavia perdió con Pacífico 5-1 como visitante y ganó 5-0 como local. El gol de visitante fue el determinante.)

| Guaymallén    | 1 - 1 | Gimnasia y Esgrima (M) |
| Pacífico (GA) | 5 - 1 | Sp. Rivadavia (VT)     |

| Gimnasia y Esgrima (M) | 1 - 0 | Pacífico (GA) |
| Sp. Rivadavia (VT)     | 1 - 0 | Guaymallén    |

| Guaymallén         | 1 - 1 | Pacífico (GA)          |
| Sp. Rivadavia (VT) | 0 - 0 | Gimnasia y Esgrima (M) |

| Sp. Rivadavia (VT)     | 5 - 0 | Pacífico (GA) |
| Gimnasia y Esgrima (M) | 2 - 1 | Guaymallén    |

| Guaymallén    | 0 - 5 | Sp. Riivadavia (VT)    |
| Pacífico (GA) | 2 - 1 | Gimnasia y Esgrima (M) |

| Gimnasia y Esgrima (M) | 3 - 1 | Sp. Rivadavia (VT) |
| Pacífico (GA)          | 3 - 1 | Guaymallén         |

#### Zona D
| Equipo                          | Pts | PJ | PG | PE | PP | GF | GC | Dif |
| ------------------------------- | --- | -- | -- | -- | -- | -- | -- | --- |
| 9 de Julio (Morteros)           | 13  | 6  | 4  | 1  | 1  | 16 | 8  | 8   |
| Sportivo Estudiantes (San Luis) | 11  | 6  | 3  | 2  | 1  | 11 | 6  | 5   |
| El Linqueño (Lincoln)           | 5   | 6  | 1  | 2  | 3  | 8  | 15 | -7  |
| 9 de Julio (Rafaela)            | 4   | 6  | 1  | 1  | 4  | 8  | 14 | -6  |

|  | Clasificado a la cuarta fase del torneo.  |
|  | Clasificado a la tercera fase del torneo. |

| Sportivo Estudiantes (SL) | 2 - 1 | El Linqueño           |
| 9 de julio (R)            | 0 - 3 | 9 de julio (Morteros) |

| El Linqueño           | 3 - 1 | 9 de julio (R)            |
| 9 de julio (Morteros) | 3 - 1 | Sportivo Estudiantes (SL) |

| El Linqueño    | 1 - 1 | 9 de julio (Morteros)     |
| 9 de julio (R) | 0 - 0 | Sportivo Estudiantes (SL) |

| El Linqueño           | 2 - 2 | Sportivo Estudiantes (SL) |
| 9 de julio (Morteros) | 4 - 3 | 9 de julio (R)            |

| Sportivo Estudiantes (SL) | 3 - 0 | 9 de julio (Morteros) |
| 9 de julio (R)            | 4 - 1 | El Linqueño           |

| 9 de julio (Morteros)     | 5 - 0 | El Linqueño    |
| Sportivo Estudiantes (SL) | 3 - 0 | 9 de julio (R) |

#### Zona E
| Equipo                         | Pts | PJ | PG | PE | PP | GF | GC | Dif |
| ------------------------------ | --- | -- | -- | -- | -- | -- | -- | --- |
| San Martín (Formosa)1          | 11  | 6  | 3  | 2  | 1  | 7  | 5  | 2   |
| Juventud Unida (Gualeguaychú)1 | 11  | 6  | 3  | 2  | 1  | 11 | 6  | 5   |
| Jorge Gibson Brown (Posadas)   | 6   | 6  | 2  | 0  | 4  | 5  | 8  | -3  |
| Sarmiento (Resistencia)        | 5   | 6  | 1  | 2  | 3  | 8  | 12 | -4  |

|  | Clasificado a la cuarta fase del torneo.  |
|  | Clasificado a la tercera fase del torneo. |

1: Al haber igualado en puntos al finalizar esta ronda, se determinaron las posiciones finales tomando en cuenta los resultados finales entre sí (un empate 1-1 y una victoria de San Martín por 2-1).

| Juventud Unida (ER)  | 5 - 1 | Sarmiento          |
| San Martín (Formosa) | 1 - 0 | Jorge Gibson Brown |

| Jorge Gibson Brown | 1 - 2 | Juventud Unida (ER)  |
| Sarmiento          | 2 - 2 | San Martín (Formosa) |

| Jorge Gibson Brown  | 2 - 1 | Sarmiento            |
| Juventud Unida (ER) | 1 - 1 | San Martín (Formosa) |

| Jorge Gibson Brown | 1 - 0 | San Martín (Formosa) |
| Sarmiento          | 1 - 1 | Juventud Unida (ER)  |

| Juventud Unida (ER)  | 1 - 0 | Jorge Gibson Brown |
| San Martín (Formosa) | 1 - 0 | Sarmiento          |

| San Martín (Formosa) | 2 - 1 | Juventud Unida (ER) |
| Sarmiento            | 3 - 1 | Jorge Gibson Brown  |

#### Zona F
| Equipo                             | Pts | PJ | PG | PE | PP | GF | GC | Dif |
| ---------------------------------- | --- | -- | -- | -- | -- | -- | -- | --- |
| Chaco For Ever (Resistencia)       | 13  | 6  | 4  | 1  | 1  | 8  | 4  | 4   |
| Sportivo Las Parejas (Las Parejas) | 12  | 6  | 4  | 0  | 2  | 7  | 4  | 3   |
| Atlético Paraná                    | 9   | 6  | 3  | 0  | 3  | 6  | 7  | -1  |
| Rosamonte (Apóstoles)              | 1   | 6  | 0  | 1  | 5  | 6  | 12 | -6  |

|  | Clasificado a la cuarta fase del torneo.  |
|  | Clasificado a la tercera fase del torneo. |

| Rosamonte      | 1 - 2 | Atlético Paraná      |
| Chaco For Ever | 1 - 0 | Sportivo Las Parejas |

| Atlético Paraná      | 1 - 0 | Chaco For Ever |
| Sportivo Las Parejas | 1 - 0 | Rosamonte      |

| Atlético Paraná | 0 - 1 | Sportivo Las Parejas |
| Chaco For Ever  | 1 - 1 | Rosamonte            |

| Sportivo Las Parejas | 1 - 2 | Chaco For Ever |
| Atlético Paraná      | 3 - 2 | Rosamonte      |

| Rosamonte      | 1 - 2 | Sportivo Las Parejas |
| Chaco For Ever | 1 - 0 | Atlético Paraná      |

| Rosamonte            | 1 - 3 | Chaco For Ever  |
| Sportivo Las Parejas | 2 - 0 | Atlético Paraná |

#### Zona G
| Equipo                      | Pts | PJ | PG | PE | PP | GF | GC | Dif |
| --------------------------- | --- | -- | -- | -- | -- | -- | -- | --- |
| Ferro (General Pico)        | 12  | 6  | 4  | 0  | 2  | 8  | 8  | 0   |
| Tiro Federal (Bahía Blanca) | 9   | 6  | 2  | 3  | 1  | 4  | 3  | 1   |
| Liniers (Bahía Blanca)      | 8   | 6  | 2  | 2  | 2  | 4  | 4  | 0   |
| Huracán (Tres Arroyos)      | 4   | 6  | 1  | 1  | 4  | 6  | 7  | -1  |

|  | Clasificado a la cuarta fase del torneo.  |
|  | Clasificado a la tercera fase del torneo. |

| Huracán (TA)      | 5 - 1 | Ferro (GP) |
| Tiro Federal (BB) | 0 - 0 | Liniers    |

| Liniers    | 2 - 0 | Huracán (TA)      |
| Ferro (GP) | 2 - 1 | Tiro Federal (BB) |

| Tiro Federal (BB) | 1 - 0 | Huracán (TA) |
| Ferro (GP)        | 1 - 0 | Liniers      |

| Ferro (GP) | 1 - 0 | Huracán (TA)      |
| Liniers    | 0 - 0 | Tiro Federal (BB) |

| Huracán (TA)      | 1 - 2 | Liniers    |
| Tiro Federal (BB) | 2 - 1 | Ferro (GP) |

| Liniers      | 0 - 2 | Ferro (GP)        |
| Huracán (TA) | 0 - 0 | Tiro Federal (BB) |

#### Zona H
| Equipo                        | Pts | PJ | PG | PE | PP | GF | GC | Dif |
| ----------------------------- | --- | -- | -- | -- | -- | -- | -- | --- |
| C.A.I. (Comodoro Rivadavia)   | 11  | 6  | 3  | 2  | 1  | 12 | 6  | 6   |
| Deportivo Roca (General Roca) | 10  | 6  | 3  | 1  | 2  | 14 | 12 | 2   |
| Independiente (Neuquén)       | 6   | 6  | 1  | 3  | 2  | 5  | 11 | -6  |
| Racing (Trelew)               | 5   | 6  | 1  | 2  | 3  | 9  | 11 | -2  |

|  | Clasificado a la cuarta fase del torneo.  |
|  | Clasificado a la tercera fase del torneo. |

| C.A.I.            | 3 - 1 | Deportivo Roca  |
| Independiente (N) | 2 - 1 | Racing (Trelew) |

| Deportivo Roca  | 3 - 0 | Independiente (N) |
| Racing (Trelew) | 0 - 3 | C.A.I.            |

| C.A.I.          | 0 - 0 | Independiente (N) |
| Racing (Trelew) | 4 - 1 | Deportivo Roca    |

| Deportivo Roca  | 4 - 1 | C.A.I.            |
| Racing (Trelew) | 1 - 1 | Independiente (N) |

| Independiente (N) | 2 - 2 | Deportivo Roca  |
| C.A.I.            | 1 - 1 | Racing (Trelew) |

| Independiente (N) | 0 - 4 | C.A.I.          |
| Deportivo Roca    | 3 - 2 | Racing (Trelew) |

### Tercera fase
Estará integrada por los clubes que terminen segundos (2°) en las tablas de posiciones de la segunda fase, quienes se enfrentarán a un partido único. Los equipos ganadores clasifican a la cuarta fase.
| Local                              | Resultado     | Visitante                          |
| ---------------------------------- | ------------- | ---------------------------------- |
| Sarmiento (La Banda)               | 2 - 1         | Concepción FC (Concepción)         |
| Sportivo Estudiantes (San Luis)    | (4) 2 - 2 (1) | Sportivo Rivadavia (Venado Tuerto) |
| Sportivo Las Parejas (Las Parejas) | 1 - 4         | Juventud Unida (Gualeguaychú)      |
| Deportivo Roca (General Roca)      | 4 - 1         | Tiro Federal (Bahía Blanca)        |

## Cuarta a quinta fase

### Cuarta fase
Estará integrada por los ocho (8) clubes que terminaron primeros en la tabla de posiciones de la segunda fase más los cuatro (4) clubes ganadores de la tercera fase. Los encuentros se disputarán a doble partido (siendo el 7°, 8°, 9°, 10°, 11° y 12° locales primeramente) y los ganadores pasaran a la siguiente y última fase.
| Local - Vuelta                | Global        | Local - Ida                     | Ida    | Vuelta   |
| ----------------------------- | ------------- | ------------------------------- | ------ | -------- |
| Atlético Policial (Catamarca) | 1 - 0         | Deportivo Roca (General Roca)   | 0 - 0  | 1 - 0    |
| Mitre (Santiago del Estero)   | 0 - 5         | Sportivo Estudiantes (San Luis) | 0 - 3  | 0 - 2    |
| 9 de Julio (Morteros)         | (4) 1 - 1 (5) | Juventud Unida (Gualeguaychú)   | 1 - 0  | 0 - 1    |
| Chaco For Ever (Resistencia)  | 4 - 3         | Sarmiento (La Banda)            | 0 - 0  | 4 - 3    |
| Ferro (General Pico)          | 1 - 1         | San Martín (Formosa)            | 0 - 21 | PP - PP1 |
| CAI (Comodoro Rivadavia)      | (3) 1 - 1 (0) | Gimnasia y Esgrima (Mendoza)    | 0 - 1  | 1 - 0    |

1: En el partido de vuelta fue suspendido por incidentes de ambas parcialidades. El Consejo Federal resolvió darle por perdido el partido de vuelta a ambos equipos siendo el factor determinante de desempate el informe del jefe del operativo de seguridad que terminó favoreciendo a San Martín.

### Quinta fase
Estará conformada por los seis (6) clubes ganadores de la cuarta fase. Los encuentros se disputarán a doble partido (siendo 4, 5 y 6 locales primeramente) y los tres (3) clubes ganadores ascenderán al Torneo Argentino A 2013/14.
| Local - Vuelta                | Global        | Local - Ida                     | Ida   | Vuelta |
| ----------------------------- | ------------- | ------------------------------- | ----- | ------ |
| Atlético Policial (Catamarca) | 2 - 4         | Sportivo Estudiantes (San Luis) | 1 - 3 | 1 - 1  |
| Chaco For Ever (Resistencia)  | (3) 1 - 1 (0) | Juventud Unida (Gualeguaychú)   | 0 - 1 | 1 - 0  |
| CAI (Comodoro Rivadavia)      | 4 - 1         | San Martín (Formosa)            | 2 - 1 | 2 - 0  |

## Cuarto ascenso
A raíz de la problemática surgida en la conformación del Torneo Argentino A 2013/14 producto de una reestructuración de la Primera B Nacional 2013/14, el Consejo Federal decidió otorgar un cuarto ascenso a fin de elevar a un número más (24) la cantidad de participantes del mencionado Torneo Argentino A. Para ello, el Consejo Federal dispuso que los equipos eliminados en semifinales (cuarta fase) más los que perdieron en las finales (quinta fase) se disputarán ese ascenso.

### Primera fase
Estuvo integrada por los seis perdedores de la cuarta fase del torneo general. Se disputó a un solo partido eliminatorio. Los tres ganadores clasificaron a la segunda fase.
| Local                        | Resultado     | Visitante                     |
| ---------------------------- | ------------- | ----------------------------- |
| 9 de Julio (Morteros)        | 3 - 0         | Deportivo Roca (General Roca) |
| Mitre (Santiago del Estero)  | (4) 0 - 0 (2) | Sarmiento (La Banda)          |
| Gimnasia y Esgrima (Mendoza) | 2 - 1         | Ferro (General Pico)          |

### Segunda fase
Estuvo integrada por los tres ganadores de la primera ronda de este minitorneo y los tres perdedores de la quinta fase del torneo general. Se disputó a un solo partido eliminatorio. Los tres ganadores clasificaron a la tercera fase.
| Local                         | Resultado     | Visitante                    |
| ----------------------------- | ------------- | ---------------------------- |
| Atlético Policial (Catamarca) | 1 - 2         | 9 de Julio (Morteros)        |
| San Martín (Formosa)          | (5) 0 - 0 (4) | Mitre (Santiago del Estero)  |
| Juventud Unida (Gualeguaychú) | 2 - 0         | Gimnasia y Esgrima (Mendoza) |

### Tercera fase
Estuvo integrada por los tres ganadores de la segunda ronda de este minitorneo. Se disputó a una sola rueda de partidos por suma de puntos, con una localía para cada uno de los clubes participantes, los días 13, 17 y 21 de julio. El ganador de esta fase ascendió al Torneo Argentino A 2013/14.
| Equipo                        | Pts | PJ | PG | PE | PP | GF | GC | Dif |
| ----------------------------- | --- | -- | -- | -- | -- | -- | -- | --- |
| Juventud Unida (Gualeguaychú) | 6   | 2  | 2  | 0  | 0  | 3  | 1  | 2   |
| 9 de Julio (Morteros)         | 3   | 2  | 1  | 0  | 1  | 2  | 2  | 0   |
| San Martín (Formosa)          | 0   | 2  | 0  | 0  | 2  | 2  | 4  | -2  |

|  | Ascendido al Torneo Argentino A. |

| Fecha 1                   | Fecha 1   | Fecha 1        | Fecha 1 | Fecha 1 | Fecha 1 | Fecha 1 | Fecha 1 | Fecha 1 | Fecha 1 | Fecha 1 | Fecha 1 |
| Local                     | Resultado | Visitante      |         |         |         |         |         |         |         |         |         |
| ------------------------- | --------- | -------------- | ------- | ------- | ------- | ------- | ------- | ------- | ------- | ------- | ------- |
| 9 de Julio (M)            | 2 - 1     | San Martín (F) |         |         |         |         |         |         |         |         |         |
| Libre: Juventud Unida (G) |           |                |         |         |         |         |         |         |         |         |         |

| Fecha 2               | Fecha 2   | Fecha 2            | Fecha 2 | Fecha 2 | Fecha 2 | Fecha 2 | Fecha 2 | Fecha 2 | Fecha 2 | Fecha 2 | Fecha 2 |
| Local                 | Resultado | Visitante          |         |         |         |         |         |         |         |         |         |
| --------------------- | --------- | ------------------ | ------- | ------- | ------- | ------- | ------- | ------- | ------- | ------- | ------- |
| San Martín (F)        | 1 - 2     | Juventud Unida (G) |         |         |         |         |         |         |         |         |         |
| Libre: 9 de Julio (M) |           |                    |         |         |         |         |         |         |         |         |         |

| Fecha 3               | Fecha 3   | Fecha 3        | Fecha 3 | Fecha 3 | Fecha 3 | Fecha 3 | Fecha 3 | Fecha 3 | Fecha 3 | Fecha 3 | Fecha 3 |
| Local                 | Resultado | Visitante      |         |         |         |         |         |         |         |         |         |
| --------------------- | --------- | -------------- | ------- | ------- | ------- | ------- | ------- | ------- | ------- | ------- | ------- |
| Juventud Unida (G)    | 1 - 0     | 9 de Julio (M) |         |         |         |         |         |         |         |         |         |
| Libre: San Martín (F) |           |                |         |         |         |         |         |         |         |         |         |

## Goleadores
| Pos. | Jugador              | Jugador           | Goles | Equipo             |
| ---- | -------------------- | ----------------- | ----- | ------------------ |
| 1°   | Bandera de Argentina | Cristian Jeandet  | 22    | Unión Aconquija    |
| 2°   | Bandera de Argentina | Juan José Weissen | 20    | Juventud Unida (G) |
| 3°   | Bandera de Argentina | Santiago Sánchez  | 18    | 9 de Julio (M)     |
| 4°   | Bandera de Argentina | Martín Prost      | 17    | CAI                |
| 4°   | Bandera de Argentina | Mauro Villegas    | 17    | CAI                |
| 5°   | Bandera de Argentina | Juan Manuel Abaca | 16    | Independiente (RC) |
| 5°   | Bandera de Argentina | Julio Cáceres     | 16    | Sarmiento (R)      |
| 5°   | Bandera de Argentina | Matías Parolari   | 16    | Racing (T)         |
| 5°   | Bandera de Argentina | Mauricio Villa    | 16    | Independiente (N)  |

Fuente: Tabla de goleadores del Torneo Argentino B 2012/13